# Tangermünde
Die Kaiser- und Hansestadt Tangermünde liegt an der Elbe im Südosten des Landkreises Stendal im nördlichen Sachsen-Anhalt.

## Geographie

### Lage
Die Kleinstadt Tangermünde liegt südöstlich von Stendal in der Altmark auf einer Hochfläche, die durch eine eiszeitliche Endmoräne gebildet wurde. Sie liegt am linken Ufer der Elbe direkt an der Mündung des Tangers in die Elbe, woher auch der Name Tangermünde stammt. Der historische Stadtkern, die Stephanskirche und die Burg sind durch ihre Hochlage vor Hochwasser sicher.

### Klima
Der Niederschlag im Jahresmittel 1999–2019 betrug 668 mm pro Jahr. Die Jahresdurchschnittstemperatur lag bei 10,4 °C. Der statistisch wärmste Monat ist der Juli mit durchschnittlichen 19,8 °C. Der Monat Januar, als kältester Monat im Jahr, wies eine Durchschnittstemperatur von 1,3 °C auf.
|                        | Jan  | Feb  | Mär | Apr  | Mai  | Jun  | Jul  | Aug  | Sep  | Okt  | Nov | Dez |   |      |
| Mittl. Temperatur (°C) | 1,3  | 2    | 5   | 9,9  | 14,5 | 17,7 | 19,8 | 19,3 | 15,6 | 10,7 | 6   | 2,8 | ⌀ | 10,4 |
| Mittl. Tagesmax. (°C)  | 3,4  | 4,8  | 8,6 | 14,3 | 18,8 | 21,8 | 23,9 | 23,4 | 19,3 | 13,8 | 8,2 | 4,6 | ⌀ | 13,8 |
| Mittl. Tagesmin. (°C)  | −0,8 | −0,5 | 1,6 | 5,4  | 9,9  | 13,3 | 15,6 | 15,3 | 12,1 | 8    | 3,8 | 0,9 | ⌀ | 7,1  |
|                        |      |      |     |      |      |      |      |      |      |      |     |     |   |      |
| Niederschlag (mm)      | 55   | 40   | 51  | 41   | 59   | 63   | 79   | 68   | 58   | 50   | 50  | 54  | Σ | 668  |
|                        |      |      |     |      |      |      |      |      |      |      |     |     |   |      |
| Sonnenstunden (h/d)    | 2,8  | 3,9  | 5,2 | 8,5  | 10,0 | 10,8 | 10,8 | 10,0 | 7,4  | 5,1  | 3,5 | 2,6 | ⌀ | 6,7  |
|                        |      |      |     |      |      |      |      |      |      |      |     |     |   |      |
| Regentage (d)          | 9    | 8    | 9   | 7    | 8    | 8    | 9    | 8    | 7    | 7    | 8   | 9   | Σ | 97   |
|                        |      |      |     |      |      |      |      |      |      |      |     |     |   |      |
| Luftfeuchtigkeit (%)   | 83   | 79   | 75  | 67   | 65   | 64   | 65   | 67   | 72   | 79   | 85  | 83  | ⌀ | 73,6 |

| −0,8 |

| −0,5 |

| 1,6 |

| 5,4 |

| 9,9 |

| 13,3 |

| 15,6 |

| 15,3 |

| 12,1 |

| 8 |

| 3,8 |

| 0,9 |

| −0,8 |

| −0,5 |

| 1,6 |

| 5,4 |

| 9,9 |

| 13,3 |

| 15,6 |

| 15,3 |

| 12,1 |

| 8 |

| 3,8 |

| 0,9 |

### Stadtbild

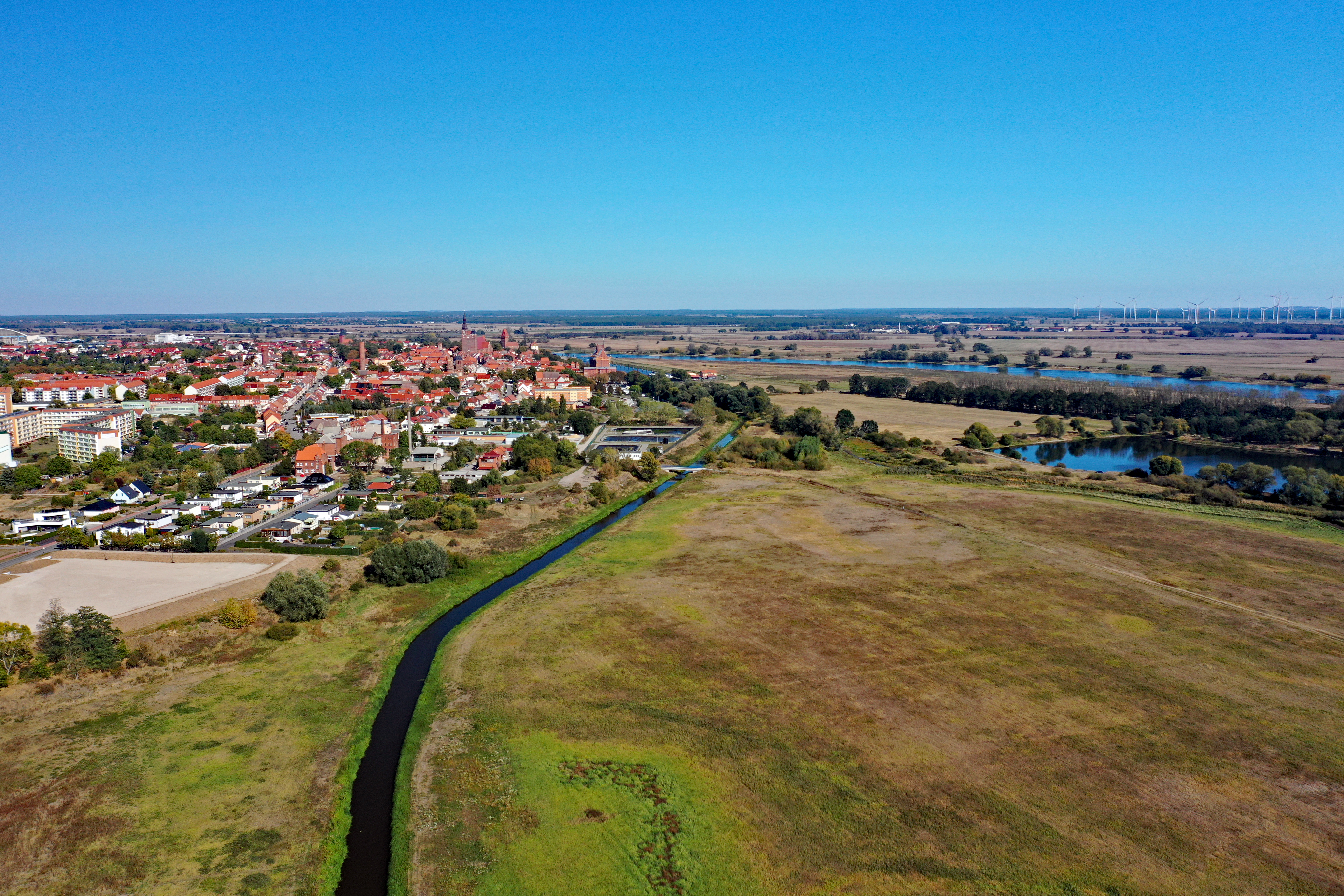
Tanger im Vordergrund und Elbe im Hintergrund

Tangermünde ist durch die gut erhaltene Altstadt mit vielen Fachwerk- und Backsteinbauten sowie durch die recht vollständig erhaltene Burg Tangermünde und die Stadtbefestigung in Backsteinbauweise bekannt.

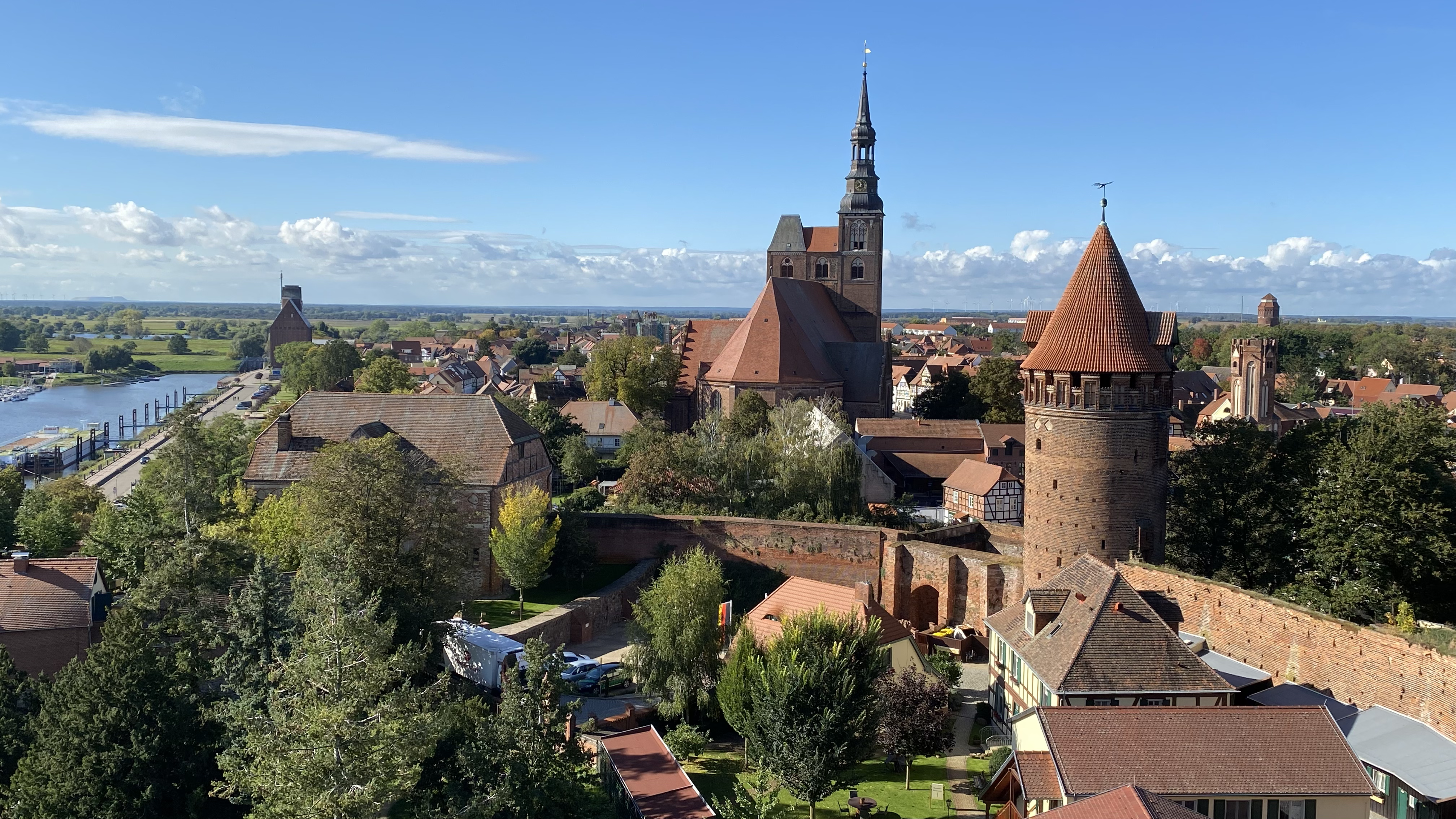
Blick vom Kapitelturm auf Burg und Stadt

### Stadtgliederung
Die Stadt Tangermünde ist eine Einheitsgemeinde und besteht aus der Kernstadt Tangermünde und 7 Ortschaften, 9 Ortsteilen und Wohnplätzen:
- Kernstadt
  - Pappelhof
  - Siedlung vor der Neustadt
  - Viererbenhof
  - Kehrs Ziegelei
- Bölsdorf
  - Bölsdorf
  - Köckte
- Buch
- Grobleben
- Hämerten mit dem Wohnplatz Bahnhof Hämerten
- Langensalzwedel
- Miltern mit dem Wohnplatz Siedlung
- Storkau (Elbe)
  - Storkau (Elbe)
  - Billberge

## Geschichte

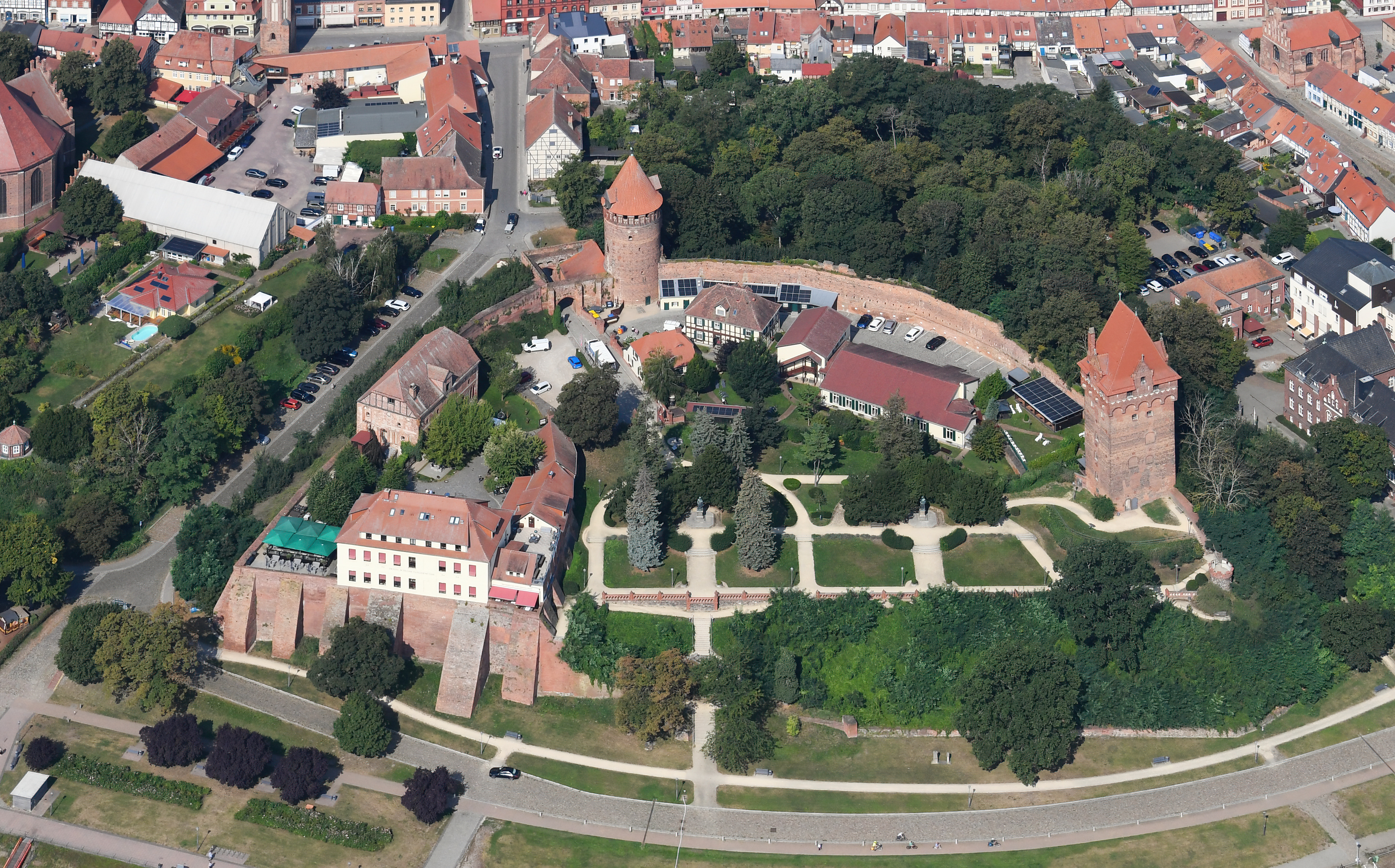
Luftbild der Burg Tangermünde

Die Burg Tangermünde wurde erstmals vom Chronisten Bischof Thietmar von Merseburg im Jahre 1009 als „civitate Tongeremuthi“ erwähnt, da dort der Tanger (Tongera) in die Elbe mündet. Die erste urkundliche Erwähnung der Stadt datiert aus dem Jahr 1275. Die Lage auf einer felsigen Endmoräne hoch über der Elbe machte die Stadt zum Erhebungsplatz der Elbzölle und später zur markgräflichen Residenz.
Im 14. Jahrhundert war Tangermünde von 1373 bis 1378 der Zweitsitz von Kaiser Karl IV., der 1373 seinen 12-jährigen Sohn Wenzel zum brandenburgischen Kurfürsten ernannt hatte. Unter ihm sollte die Stadt zur Hauptstadt der mittleren Provinzen aufsteigen, wozu der Kaiser die Burg Tangermünde als Residenz ausbauen ließ. Nach dem Tod Kaiser Karls IV. kam es zu einer unruhigen Entwicklung in der Mark, bis die Hohenzollern 1415 von König Sigismund als Kurfürsten mit der Mark belehnt wurden und zunächst in Tangermünde residierten.

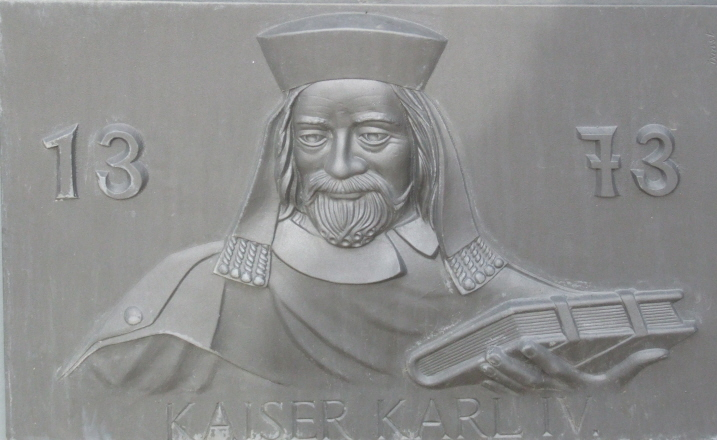
Stadtbrunnen, Detail Karl IV.

Die Blütezeit der Hansestadt war das 15. Jahrhundert, in dem die Stadttore und das Rathaus im Stil der norddeutschen Backsteingotik entstanden. Die St.-Stephans-Kirche wurde in dieser Zeit zur gotischen Hallenkirche ausgebaut. Die Gunst des Kurfürsten Johann Cicero von Brandenburg verlor die Stadt nach der Rebellion von 1488, als sich die Bürger gegen die Biersteuer auflehnten. Die Residenz wurde in der Folge endgültig nach Cölln verlegt, wo seit 1442 das Berliner Schloss erbaut worden war.
Am 13. September 1617 brannte die Stadt fast vollständig ab. Die Schuld daran gab man – zu Unrecht – der Waisen Grete Minde, die aus Rache für das ihr vorenthaltene Erbe gehandelt haben sollte. Sie wurde zum Tode verurteilt und 1619 auf dem Scheiterhaufen verbrannt. Theodor Fontane inspirierte dieses Ereignis zu seiner 1880 erschienenen Novelle Grete Minde.

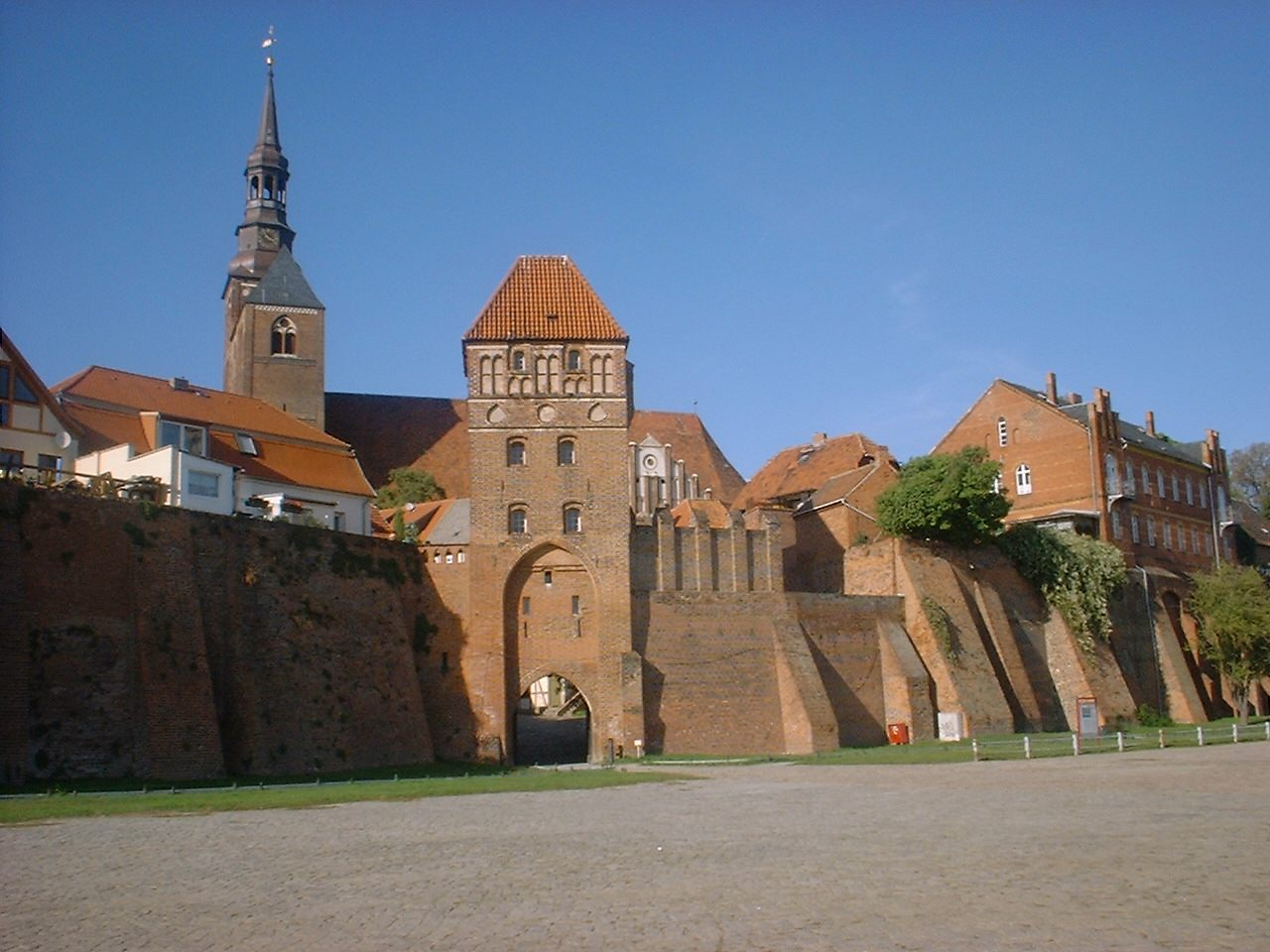
Elbtor und St.-Stephans-Kirche – Durch dieses Tor ritt Kaiser Karl IV. im Jahr 1373 zur Huldigung in die Stadt ein

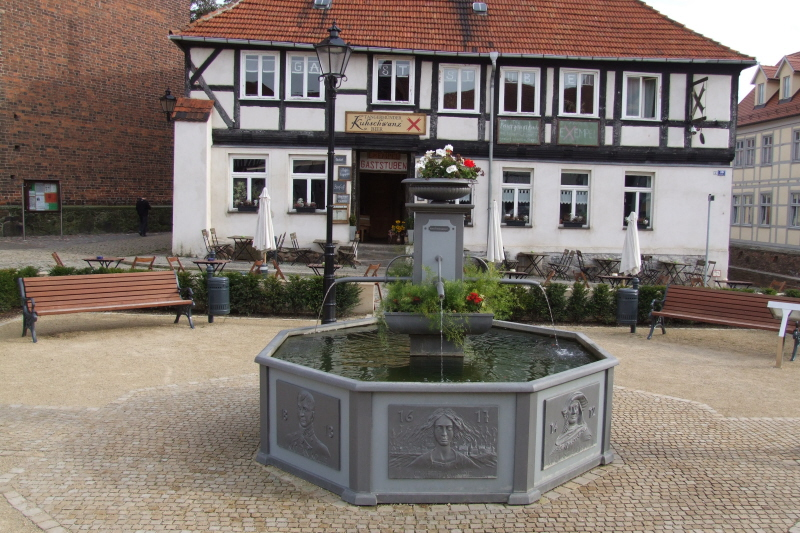
Stadtbrunnen

Nach dem Brand entstanden viele prächtige Fachwerkhäuser, deren geschnitzte Portale und Schmuckformen sich bis heute erhalten haben. Die Stadt konnte jedoch, auch bedingt durch den Dreißigjährigen Krieg, ihre Bedeutung als Handelszentrum nicht behaupten und wurde zu einer recht unbedeutenden Landstadt.
Nach dem Frieden von Tilsit war die Stadt 1807–1813 Teil des Königreichs Westphalen. Anschließend wurde sie nicht wieder Brandenburg zugeordnet, sondern gehörte fortan zur neugeschaffenen preußischen Provinz Sachsen. Während der Gründerjahre des 19. Jahrhunderts entstanden im Norden der Stadt neue Wohn- und Industriegebiete. Der Altstadtkern mit Befestigung wurde in dieser Zeit, im Gegensatz zu den meisten Städten in Europa, nicht angetastet, nicht zuletzt weil die Stadtmauer gleichzeitig Böschungsmauer an der steil abfallenden Elbseite ist.
Kurz nach Beginn der NS-Zeit wurden im August 1933 etwa 100 Mitglieder von Arbeiterorganisationen im Rathaus von SA-Männern zusammengetrieben und misshandelt. Ein kommunistischer Bürger erlag den Misshandlungen.
Der Zweite Weltkrieg hinterließ im Stadtzentrum relativ wenige Spuren; durch US-amerikanischen Artilleriebeschuss wurden aber einige wertvolle Fachwerkhäuser zerstört. Am 14. April 1945 zogen US-Soldaten kämpfend in Tangermünde ein.
Im Norden der Stadt wurde die 1933 fertiggestellte Elbbrücke gesprengt. Die Brücke war für Fußgänger aber noch passierbar; für sie wurden Holzplanken ausgelegt. Kurz vor Kriegsende kamen zehntausende deutsche Soldaten und Zivilisten über diese Planken an das Westufer. Auch Einheiten der 12. Armee (Armee Wenck) und Reste der 9. Armee überquerten die Brücke.
In der Zeit der DDR blieb die Altstadt unverändert. Die Bausubstanz verschlechterte sich; einige Denkmale wurden gesichert. Nach der Wende wurde die Stadt saniert und viele Gebäude wurden restauriert.

### Eingemeindungen
Tangermünde gehörte bis 1807 zum Tangermündeschen Kreis, dann bis 1813 zum Kanton Tangermünde. Danach kam die Stadt zum Kreis Stendal, dem späteren Landkreis Stendal. Am 1. Oktober 1906 wurde die Landgemeinde Carlbau in die Stadtgemeinde Tangermünde durch Allerhöchsten Erlaß einverleibt. Nach 1990 gehörte die Stadt der jetzt aufgelösten Verwaltungsgemeinschaft Tangermünde an.
In Gebietsänderungsverträgen zwischen mit der Stadt mit den Gemeinden Bölsdorf, Buch, Grobleben, Hämerten, Langensalzwedel, Miltern, und Storkau beschlossen die jeweiligen Gemeinderäte die Eingemeindungen nach Tangermünde. Die Verträge wurden vom Landkreis als unterer Kommunalaufsichtsbehörde genehmigt und die Eingemeindungen traten am 1. Januar 2010 in Kraft. Aus den Gemeinden entstanden Ortschaften, für die die Ortschaftsverfassung nach den §§ 86 ff. der Gemeindeordnung Sachsen-Anhalt eingeführt und jeweils ein Ortschaftsrat gebildet wurde.

## Bevölkerung
| Jahr | Einwohner  |
| ---- | ---------- |
| 1550 | etwa 2.600 |
| 1618 | etwa 3.000 |
| 1701 | 02.000     |
| 1730 | 02.270     |
| 1750 | 02.140     |
| 1770 | 02.997     |
| 1790 | 03.333     |
| 1800 | 03.153     |
| 1818 | 03.073     |
| 1840 | 04.053     |

| Jahr | Einwohner |
| ---- | --------- |
| 1871 | 04.854    |
| 1885 | 05.844    |
| 1895 | 09.045    |
| 1905 | 12.930    |
| 1925 | 13.173    |
| 1939 | 13.964    |
| 1946 | 16.480    |
| 1964 | 15.491    |
| 1971 | 15.279    |
| 1981 | 13.912    |

| Jahr | Einwohner |
| ---- | --------- |
| 1990 | 11.728    |
| 2006 | 11.485    |
| 2010 | 10.937    |
| 2015 | 10.447    |
| 2020 | 10.299    |
| 2021 | 10.350    |
| 2022 | 10.217    |
| 2023 | 10.160    |
| 2024 | 10.212    |

Quelle bis 1946, ab 1990: Stand: 31. Dezember des jeweiligen Jahres (Angaben des Statistischen Landesamtes Sachsen-Anhalt), ab 2011 auf Basis des Zensus 2011, ab 2022 auf Basis des Zensus 2022

## Konfessionen

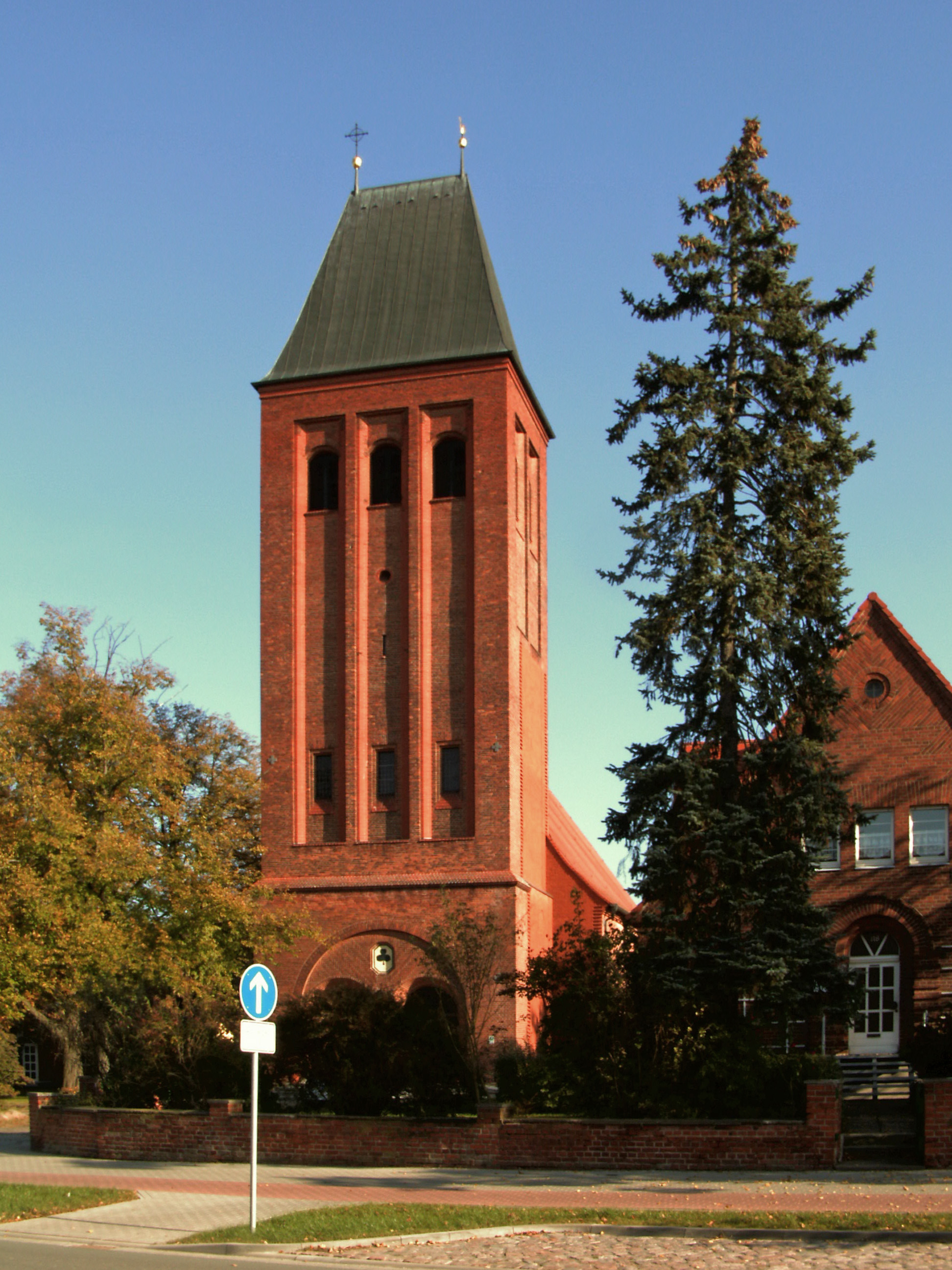
Dreifaltigkeitskirche in Tangermünde

Die Volkszählung in Deutschland 2022 zeigte, dass von den 10.255 Einwohnern der Stadt Tangermünde rund 12 % der evangelischen und rund 2 % der katholischen Kirche angehörten.
Die evangelische Kirchengemeinde Tangermünde mit der Kirche St. Stephan gehört zum Pfarrbereich Tangermünde im Kirchenkreis Stendal im Bischofssprengel Magdeburg der Evangelischen Kirche in Mitteldeutschland. Eine landeskirchliche Gemeinschaft der evangelischen Kirche hat ihren Sitz an der Albrechtstraße. Das Vaterhaus Tangermünde einer freien christlichen Gemeinde befindet sich an der Arneburger Straße, eine neuapostolische Kirche befindet sich an der Heerener Straße.
Die katholische Pfarrei St. Elisabeth der Stadt gehört zum Dekanat Stendal. Zu ihr gehört in Tangermünde die 1924–26 im Baustil der Neoromanik errichtete Kirche Zur Heiligsten Dreifaltigkeit an der Arneburger Straße. Zuvor wurde von 1891 bis 1926 die mittlerweile profanierte Kirche St. Elisabeth am Zollensteig genutzt.
Die historische Nikolaikirche neben dem Neustädter Tor wurde profaniert, in dem Gebäude befindet sich heute eine Gaststätte mit mittelalterlichem Ambiente.

## Politik
Der Stadtrat von Tangermünde besteht aus 28 Mitgliedern und dem Bürgermeister. Die Kommunalwahl am 9. Juni 2024 führte bei einer Wahlbeteiligung von 65,7 % zu folgendem Ergebnis:

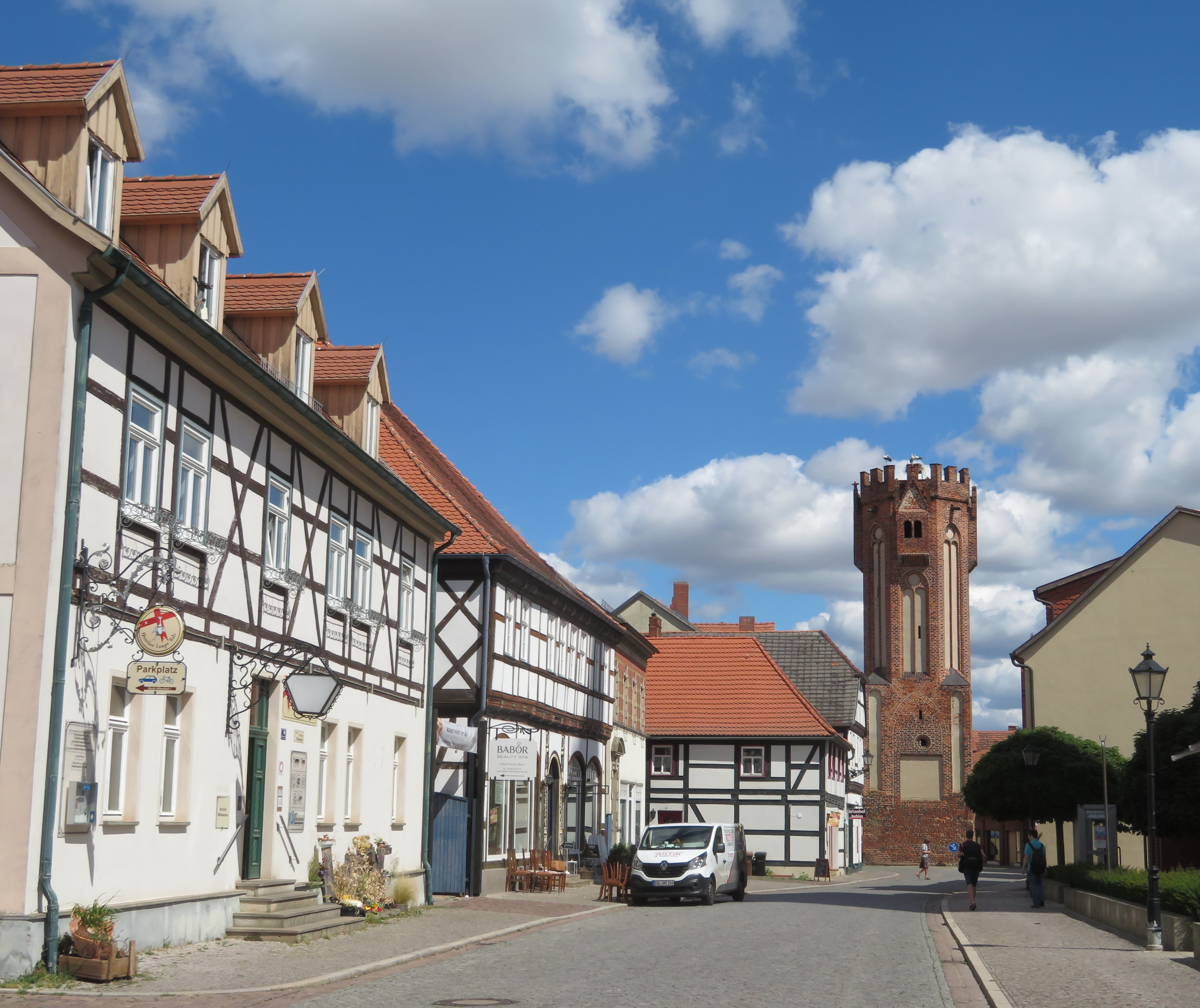
Lange Straße mit Eulenturm

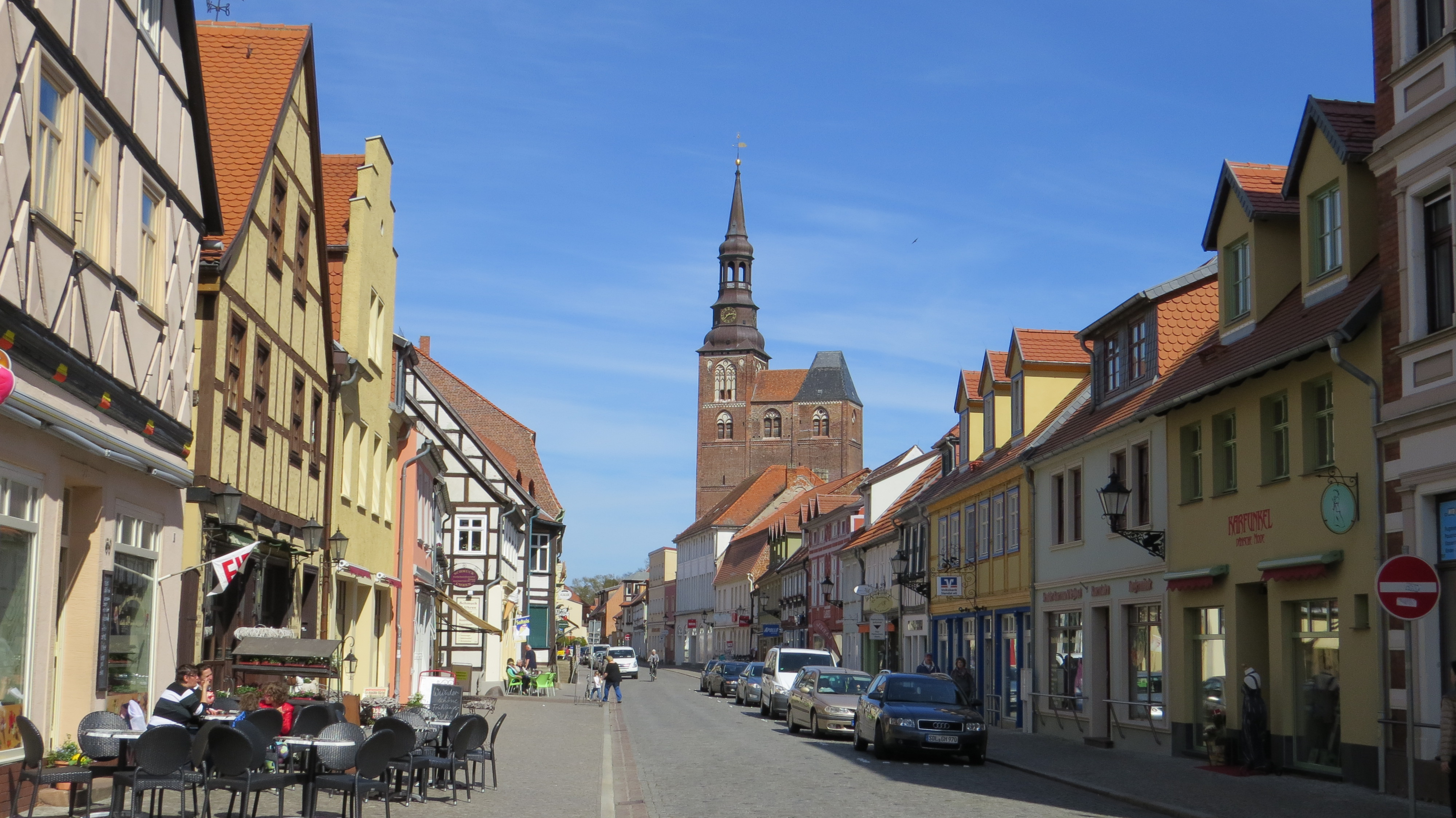
Lange Straße mit St.-Stephans-Kirche

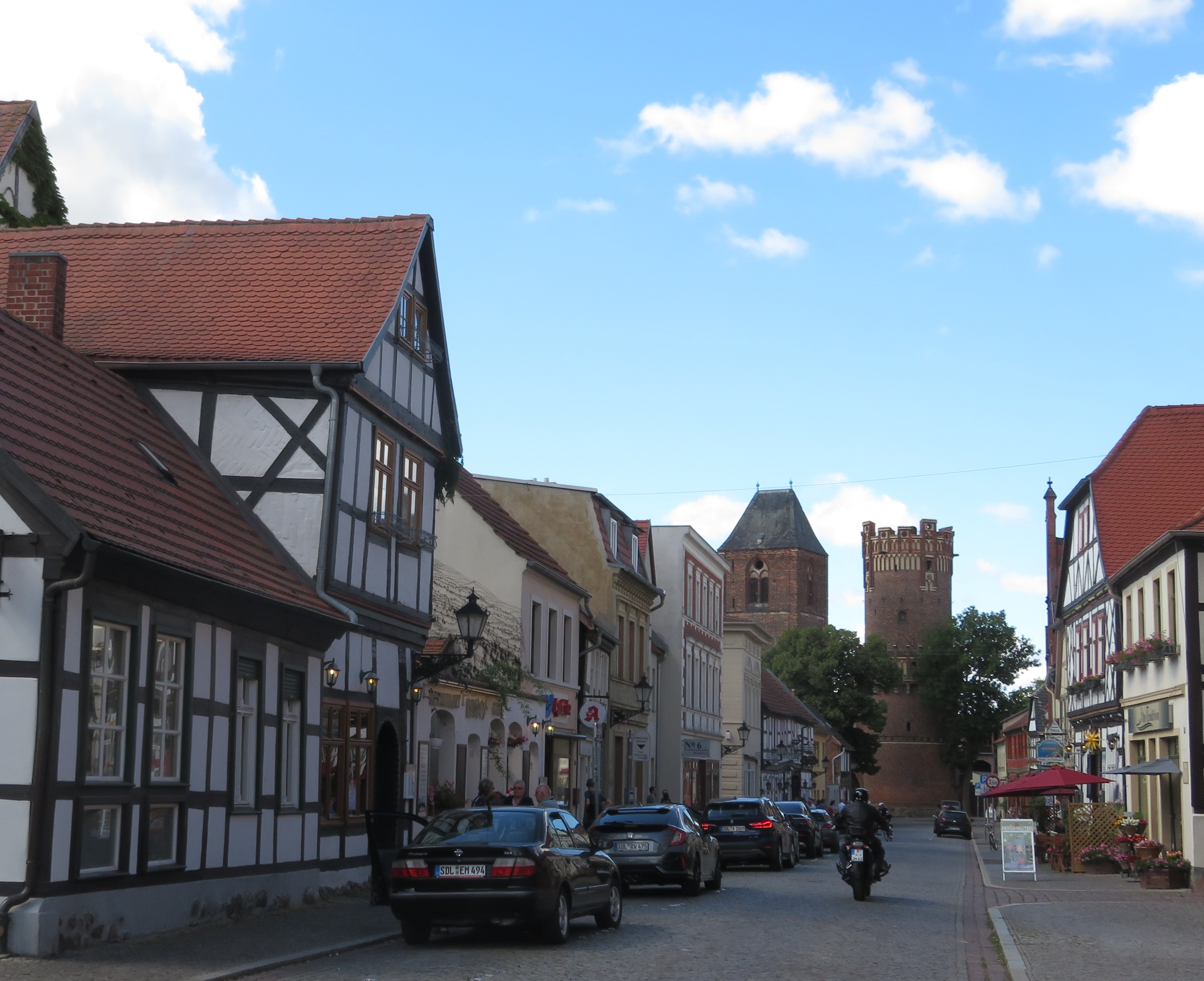
Nikolaikirche (links) und Neustädter Tor (rechts)

| Partei / Wählergruppe                  | Stimmenanteil 2019 | Sitze 2019 |        | Stimmenanteil 2024 | Sitze 2024 |
| -------------------------------------- | ------------------ | ---------- | ------ | ------------------ | ---------- |
| AfD                                    | 17,6 %             | 5          | 34,7 % | 10                 |            |
| CDU                                    | 23,3 %             | 7          | 22,6 % | 06                 |            |
| SPD                                    | 12,3 %             | 3          | 12,9 % | 04                 |            |
| Freie Stadträte Tangermünde (FST)      | 29,3 %             | 8          | 21,9 % | 06                 |            |
| Die Linke                              | 09,1 %             | 3          | 04,2 % | 01                 |            |
| Wählergemeinschaft Ortschaftsräte (OR) | 08,5 %             | 2          | 02,5 % | 01                 |            |
| FDP                                    | –                  | –          | 01,1 % | –                  |            |
| Insgesamt                              | 100 %              | 28         | 100 %  | 28                 |            |

### Bürgermeister
- 1990–2015: Rudolf Opitz (CDU)[17]
- 2015–2022: Jürgen Pyrdok (parteilos)
- seit 2022: Steffen Schilm (parteilos)

Pyrdok wurde am 19. April 2015 mit 68,2 % der gültigen Stimmen gewählt.
Schilm wurde am 27. März 2022 mit 53,1 % der gültigen Stimmen zu seinem Nachfolger gewählt. Seine Amtszeit beträgt sieben Jahre.

### Wappen und Flagge
| Wappen von Tangermünde | Blasonierung: „In Silber ein golden bewehrter, rot gezungter roter Adler, die Sachsen besteckt mit je einer silbernen Rose mit goldenem Butzen.“ |
| Wappen von Tangermünde | Wappenbegründung: Tangermünde führt das Wappen seit der Gründung. In seiner heutigen Darstellung ähnelt es der Form im ausgehenden Mittelalter. Den brandenburgischen Adler zeigt auch das älteste Siegel um 1300. Die beiden heraldischen Rosen sind als Unterscheidungsmerkmal Zufügungen späterer Zeit. Das Wappen wurde am 8. September 1995 durch das Regierungspräsidium Magdeburg genehmigt. |

Die Flagge ist rot-weiß (1:1) gestreift mit dem aufgelegten Stadtwappen.

### Städtepartnerschaften
Tangermünde unterhält Städtepartnerschaften mit Lich in Hessen, Minden in Nordrhein-Westfalen, Tavarnelle Val di Pesa in Italien und Wissembourg (deutsch Weißenburg) im Elsass in Frankreich.

## Sehenswürdigkeiten und Kultur

### Bauwerke

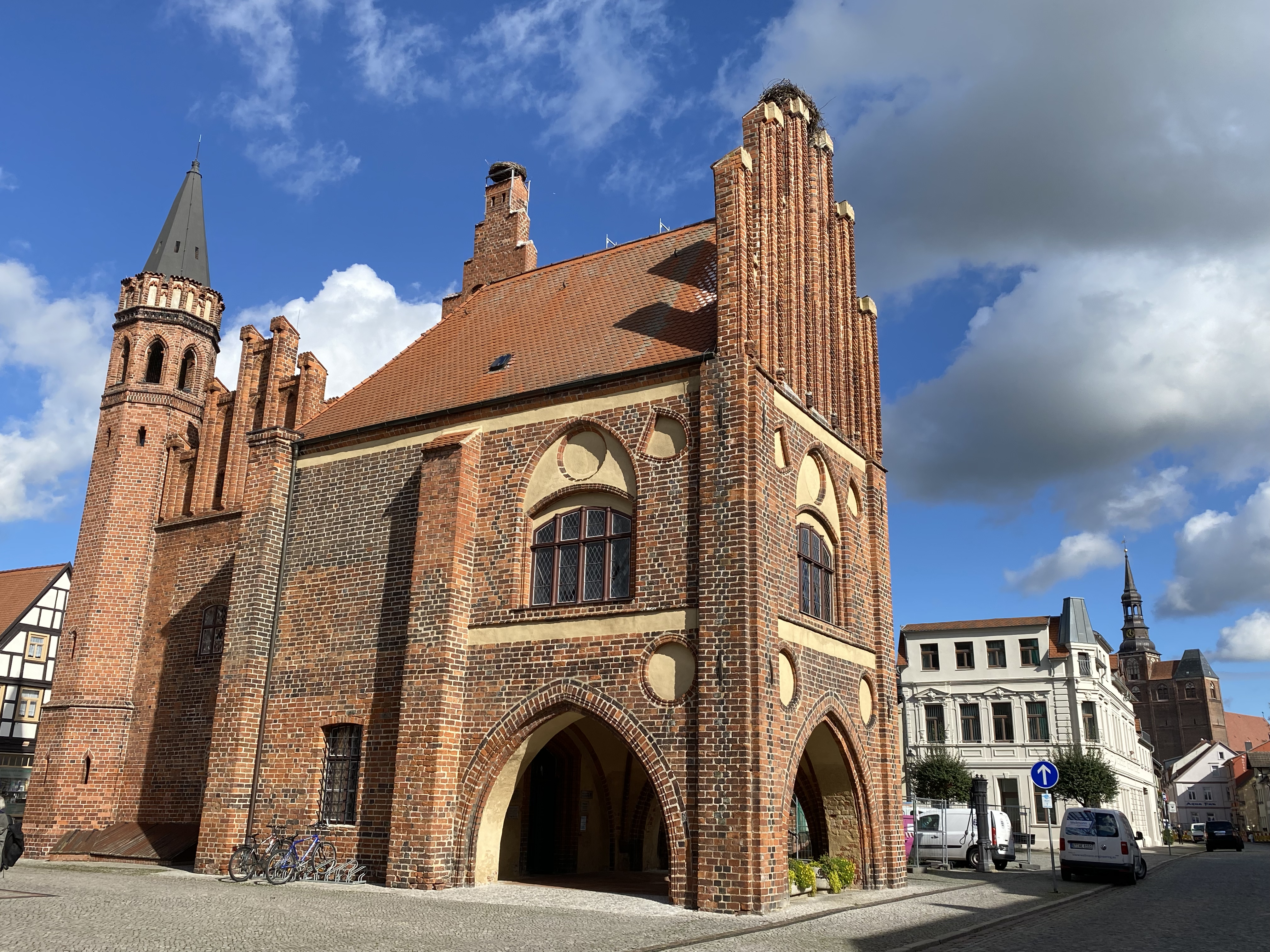
Rathaus und Kirchstraße

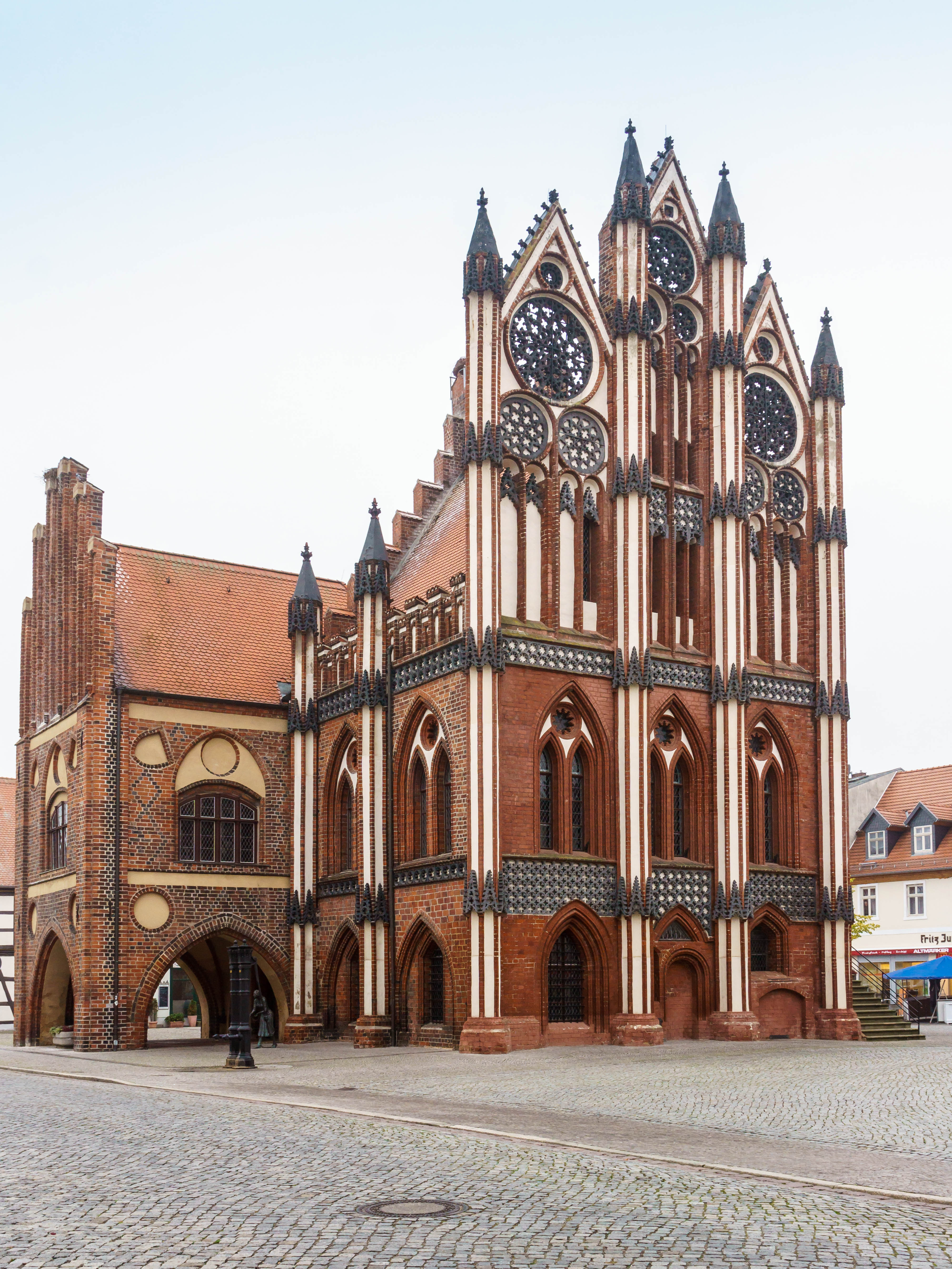
Historisches Rathaus

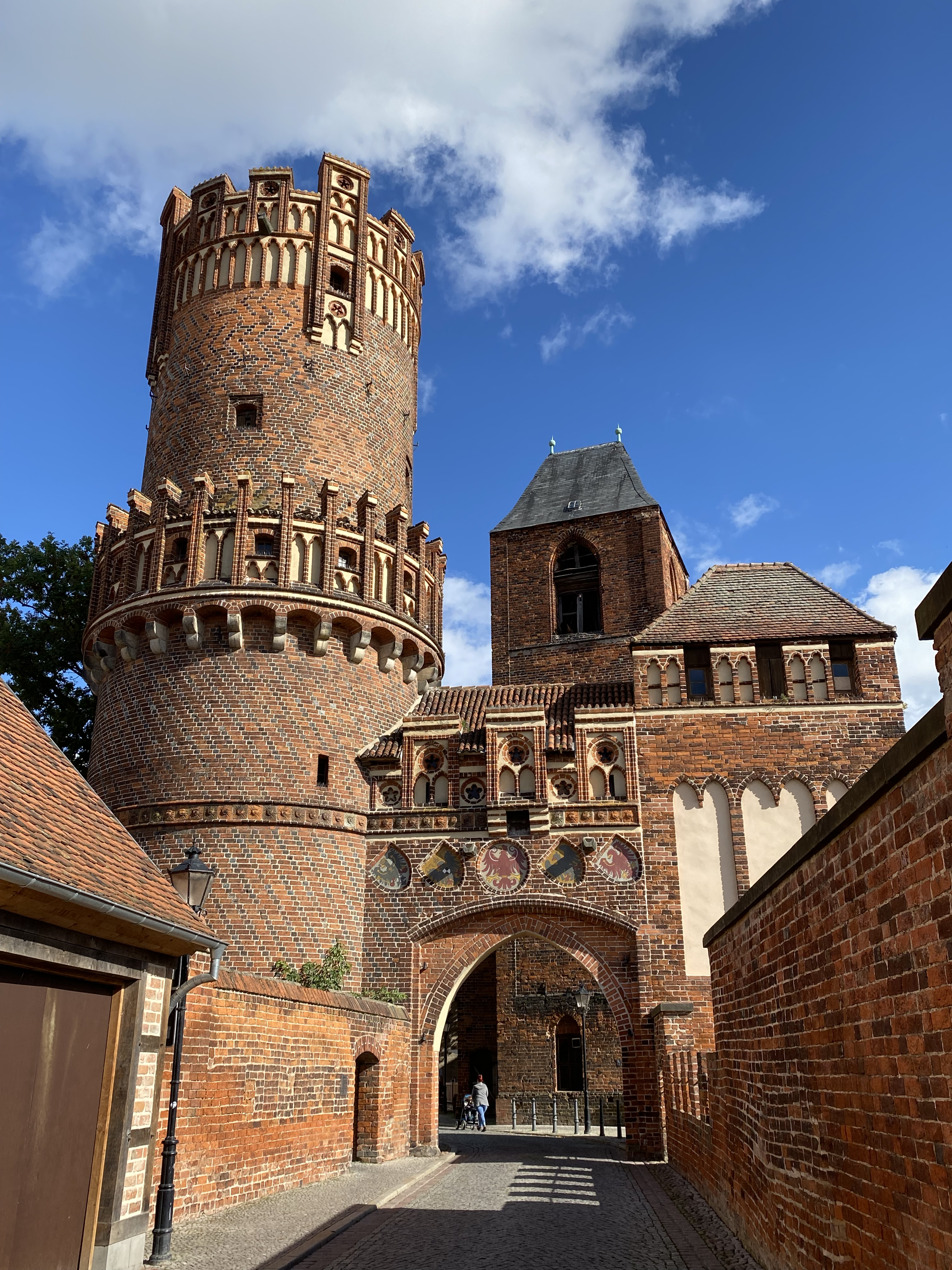
Neustädter Tor

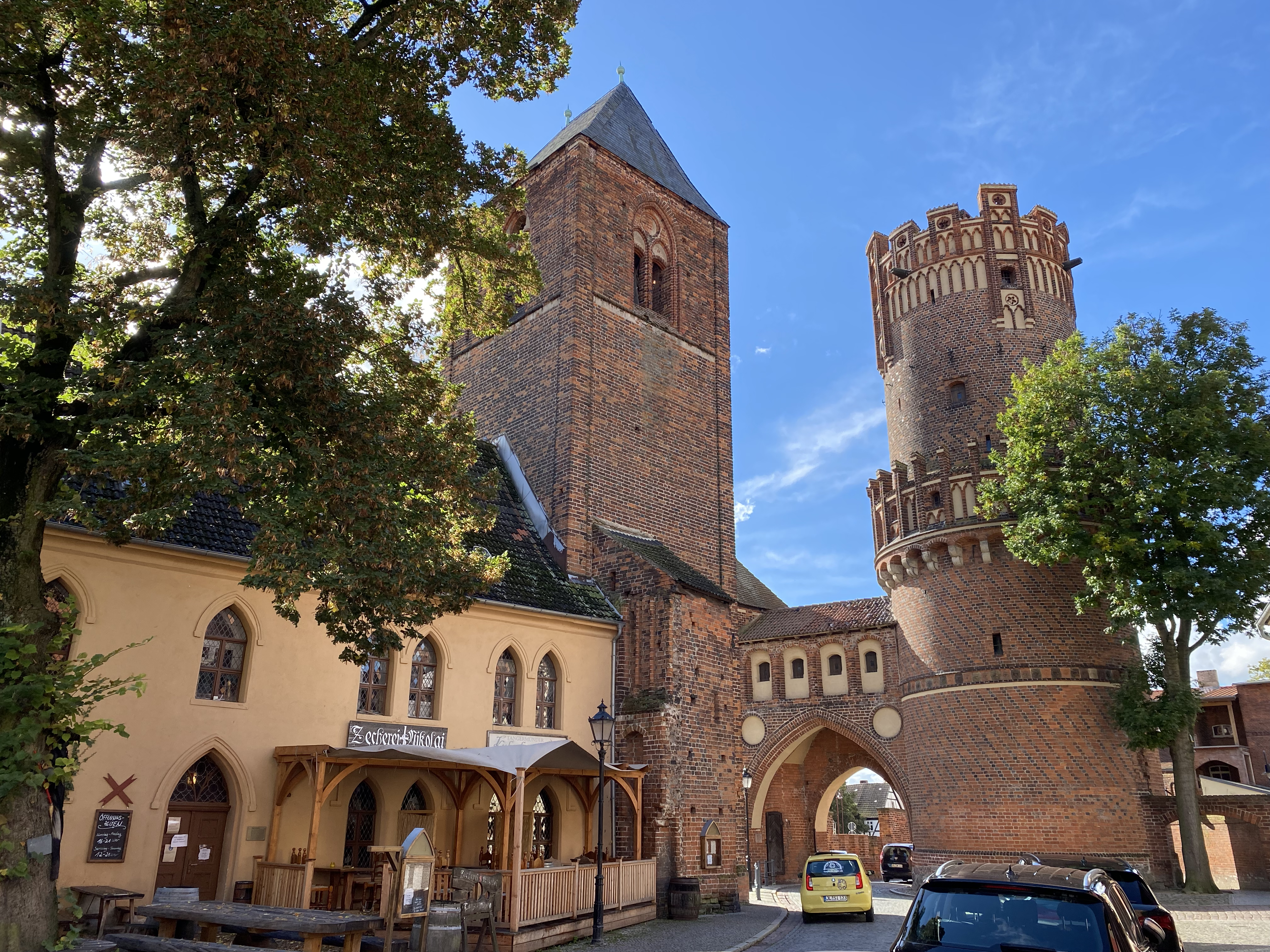
Nikolaikirche und Neustädter Tor

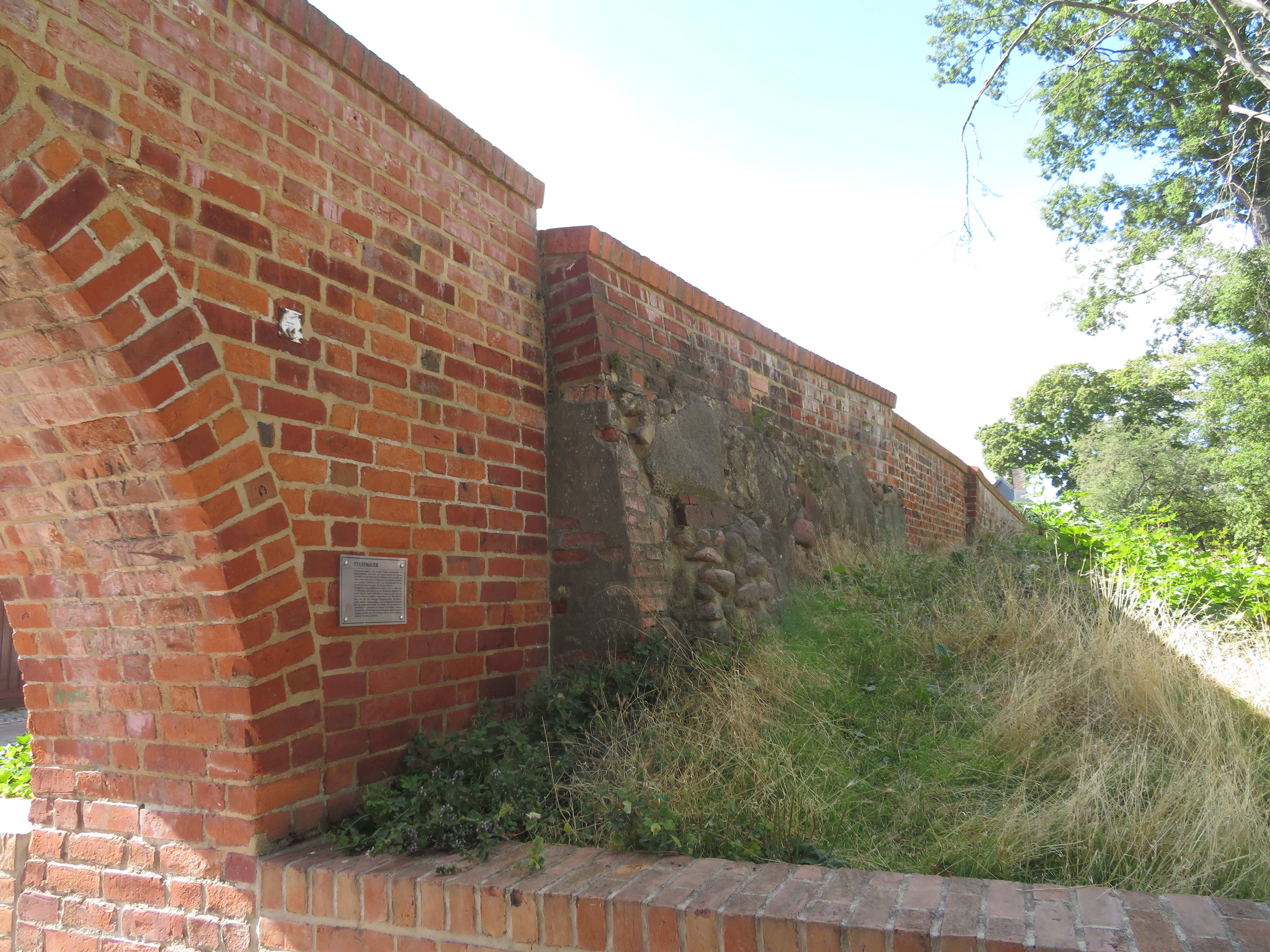
Stadtmauer an der Lindenstraße

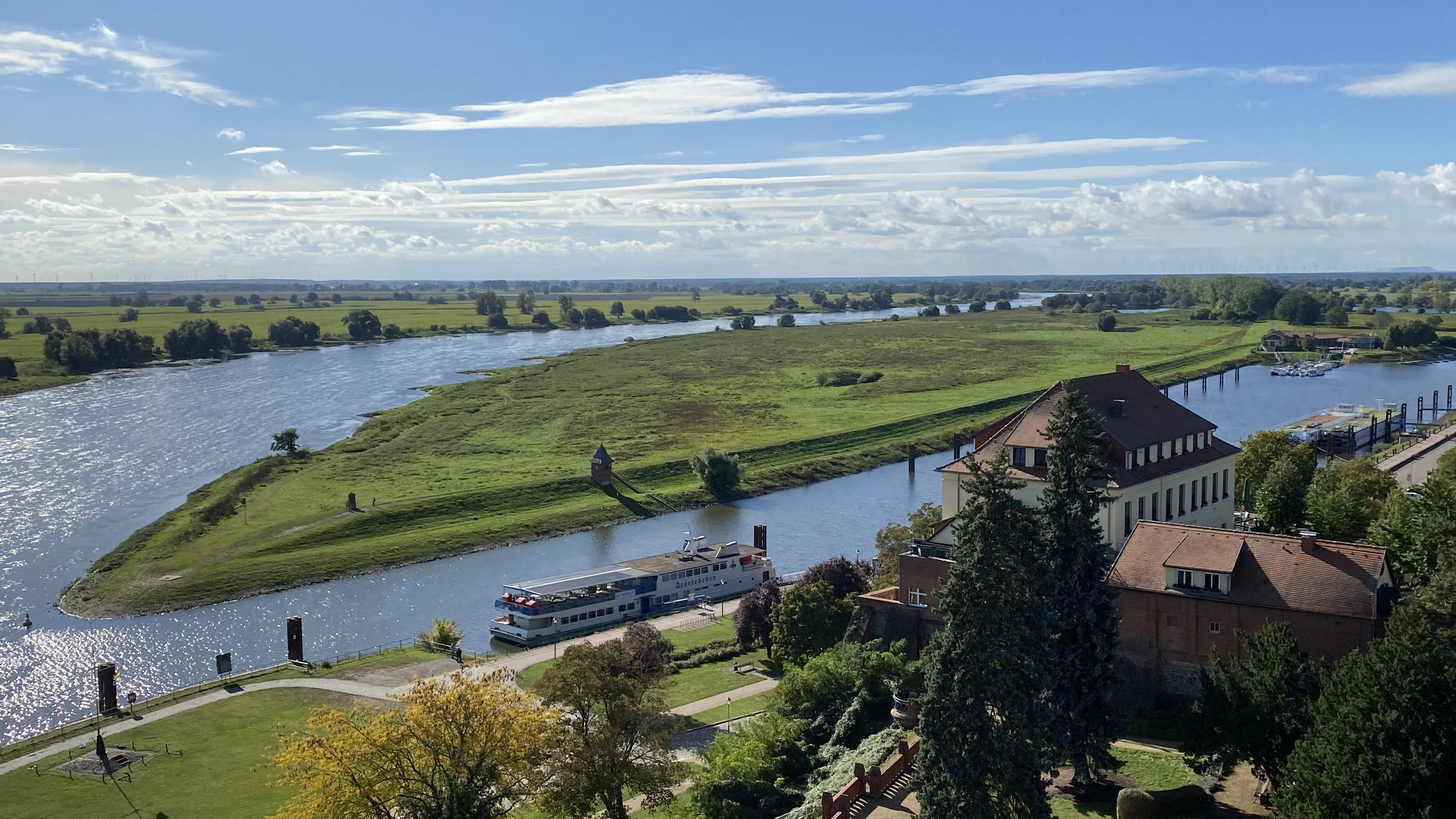
Mündung des Tangers in die Elbe

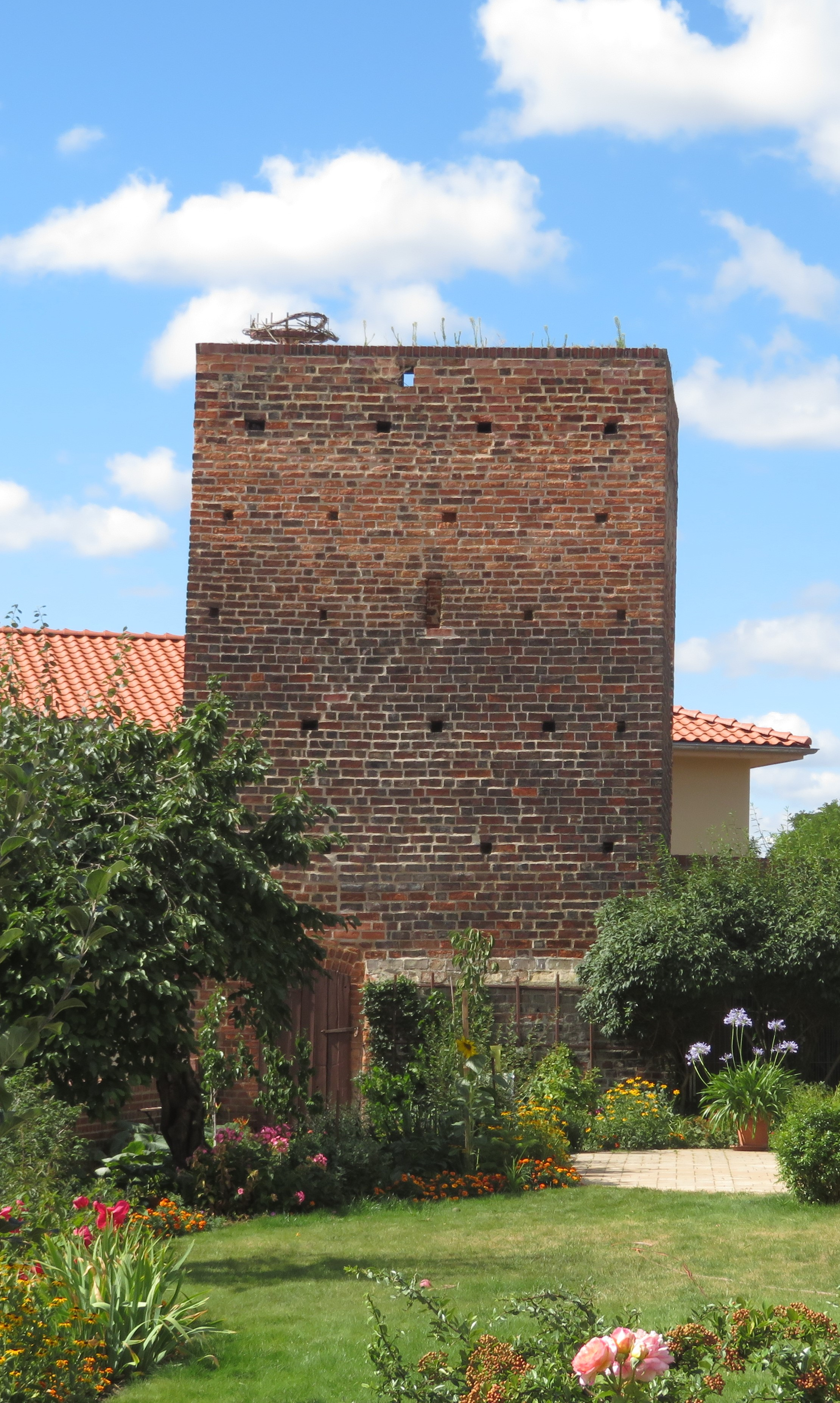
Wehrturm an der Schulstraße

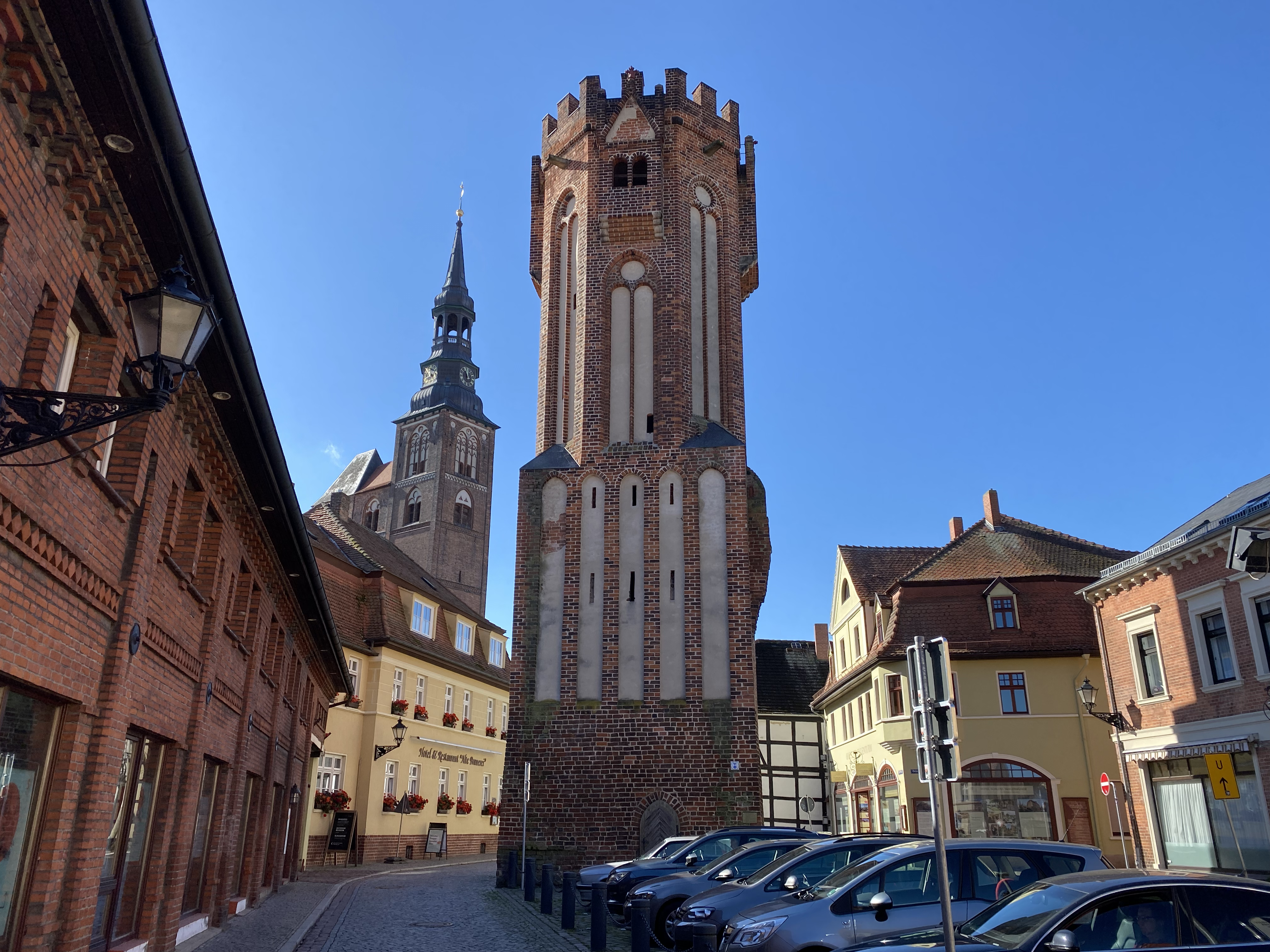
Eulenturm

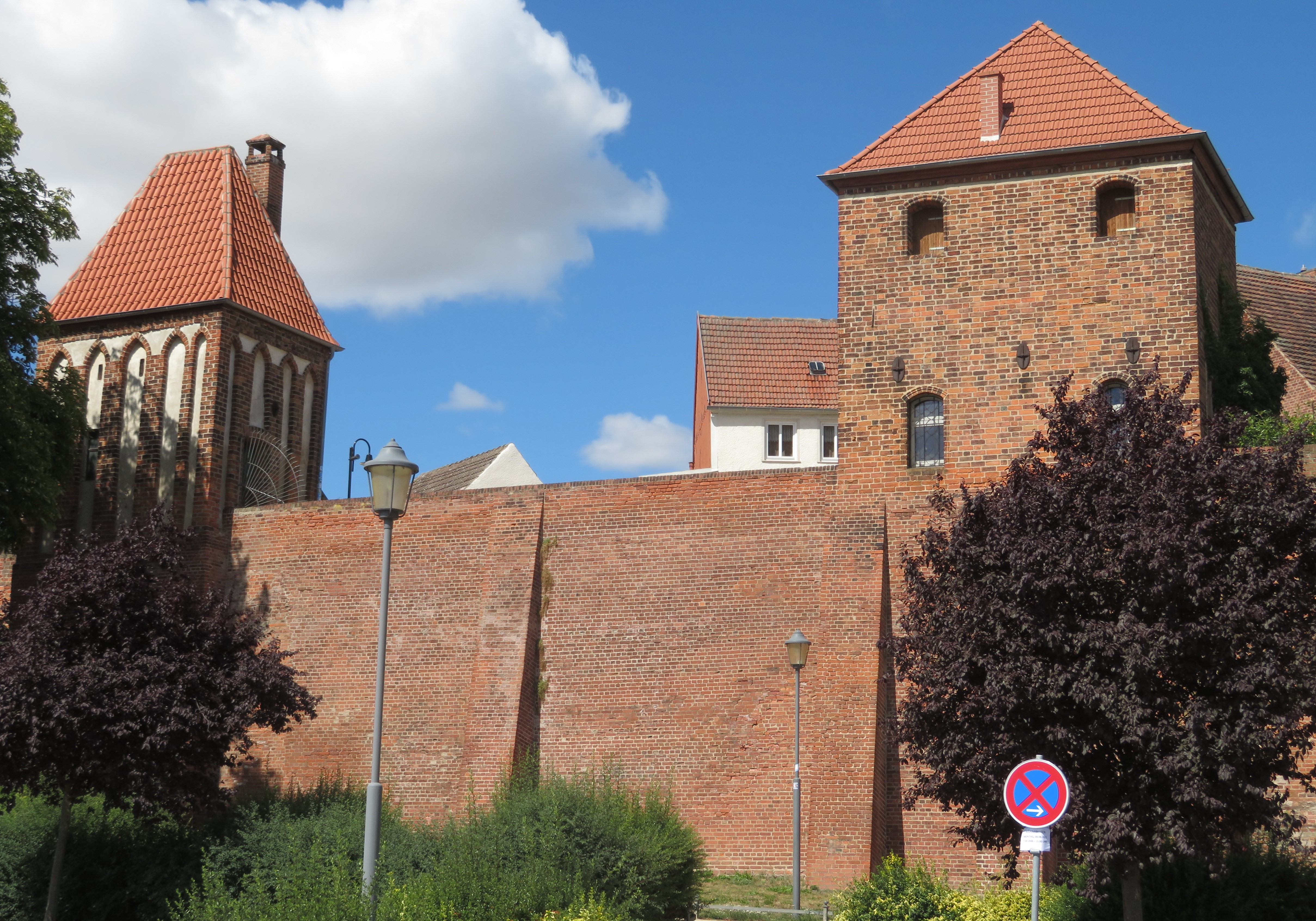
Stadtmauer mit den zwei „Putinnen“

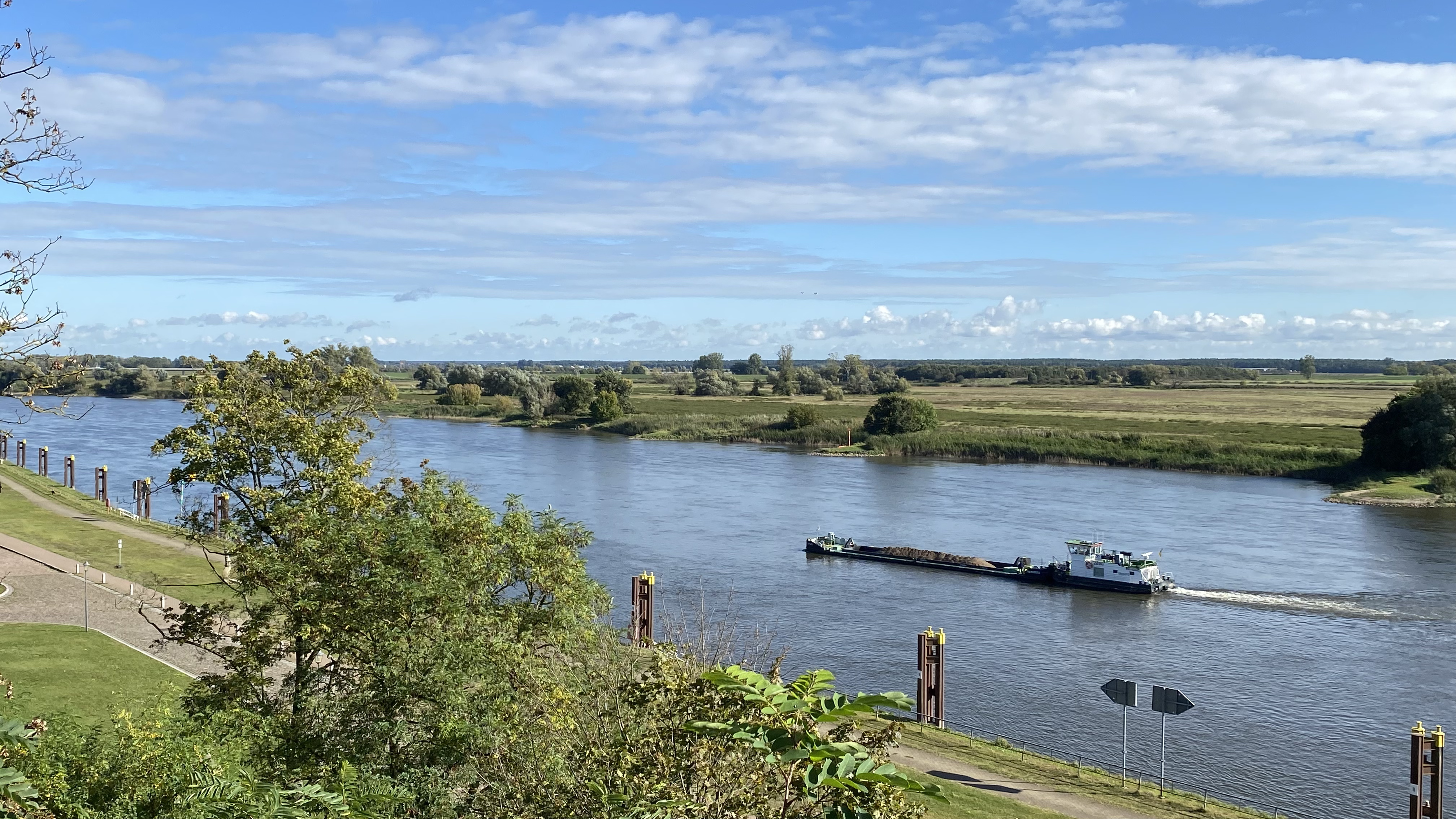
Die Elbe, vom Kapitelturm gesehen

- Burganlage mit dem ehemaligen Tanzhaus (aus dem 14. Jahrhundert zur Zeit Kaiser Karls IV.), Kapitel- und Gefängnisturm
- Das ab 1430 erbaute historische Rathaus Tangermünde auf dem Marktplatz mit seiner spätgotischen Schauwand gilt als Paradestück deutscher Baukunst der Backsteingotik. Darin befindet sich auch das Heimatmuseum. Es veranschaulicht unter anderem die Geschichte der Grete Minde, die die Stadt 1617 angezündet haben soll und dafür zwei Jahre später auf dem Scheiterhaufen starb.
- St.-Stephans-Kirche mit der Orgel des Hamburger Orgelbaumeisters Hans Scherer d. J., der astronomischen Uhr von Volker Schulz und Thomas Leu, dem gotischen Dachgewölbe und dem höchsten der zwölf Türme der Stadt (und der Altmark insgesamt)
- Stadtbrunnen an der St.-Stephans-Kirche
- Die Sankt-Elisabeth-Kapelle, auch Salzkirche genannt, soll bereits unter Markgraf Johann I. gegründet worden sein. 1456 wurde sie erstmals urkundlich erwähnt. Seit Anfang des 18. Jahrhunderts wurde sie als königliches Salzmagazin und als Kornspeicher genutzt. Heute ist sie ein Veranstaltungsraum.
- Die fast vollständig erhaltene Stadtmauer mit Hünerdorfer Tor, Neustädter Tor und Elbtor umschließt noch heute die Altstadt. Mit ihrem Bau aus Findlingen wurde möglicherweise um 1300 begonnen, doch sind von diesem ältesten Teil heute nur noch wenige Reste erhalten, z. B. entlang der Lindenstraße im Norden der Altstadt. In ihrem östlichen Teil, zur Elbe hin, ist die Stadtmauer 10–12 m hoch. Im 18. Jahrhundert wurde die Stadtmauer renoviert, weil ihre nachts verschlossenen Tore Schmugglern den Zutritt zur Stadt erschwerten. Da sie auch bei Elbhochwasser die Stadt schützte, wurde sie – im Gegensatz zu den meisten Städten Norddeutschlands – nicht im 19. Jahrhundert abgetragen.[21]
- Eulenturm
- Schrotturm, ein ehemaliger Wehrturm der Stadtbefestigung, in dem bis in die Mitte des 19. Jahrhunderts Schrotkugeln aus Blei hergestellt wurden
- Auf der Elbseite der Stadtmauer sind zwei 30 Meter voneinander entfernte Türme mit Walmdächern beachtenswert, die unter dem Namen „Putinnen“ bekannt sind. Sie wurden um 1470 errichtet; die Herkunft ihres Namens ist ungeklärt.[21] Möglicherweise geht er auf die niederdeutschen Wörter „buten“ (draußen) und „Tinnen“ (Zinnen) zurück.
- Rossfurt, ein von hohen Futtermauern eingefasster Hohlweg vom im 15. Jahrhundert errichteten Elbtor zur Stadt
- Steigberg, eine durch einen Wehrturm überbaute Treppe über die Stadtmauer, für die Bewohner der mittelalterlichen Stadt ein wichtiger Zugang zur Elbe
- die Ruine des 1434 entstandenen Dominikanerklosters
- An der Schulstraße ist der südwestliche Eckturm der Stadtbefestigung erhalten.
- Diesterweg-Gymnasium von 1895/1896

In der Altstadt befinden sich zahlreiche weitere denkmalgeschützte Gebäude, darunter das ehemalige, heute als Gaststätte genutzte Schulhaus Kirchstraße 40.

### Denkmäler und Gedenkstätten

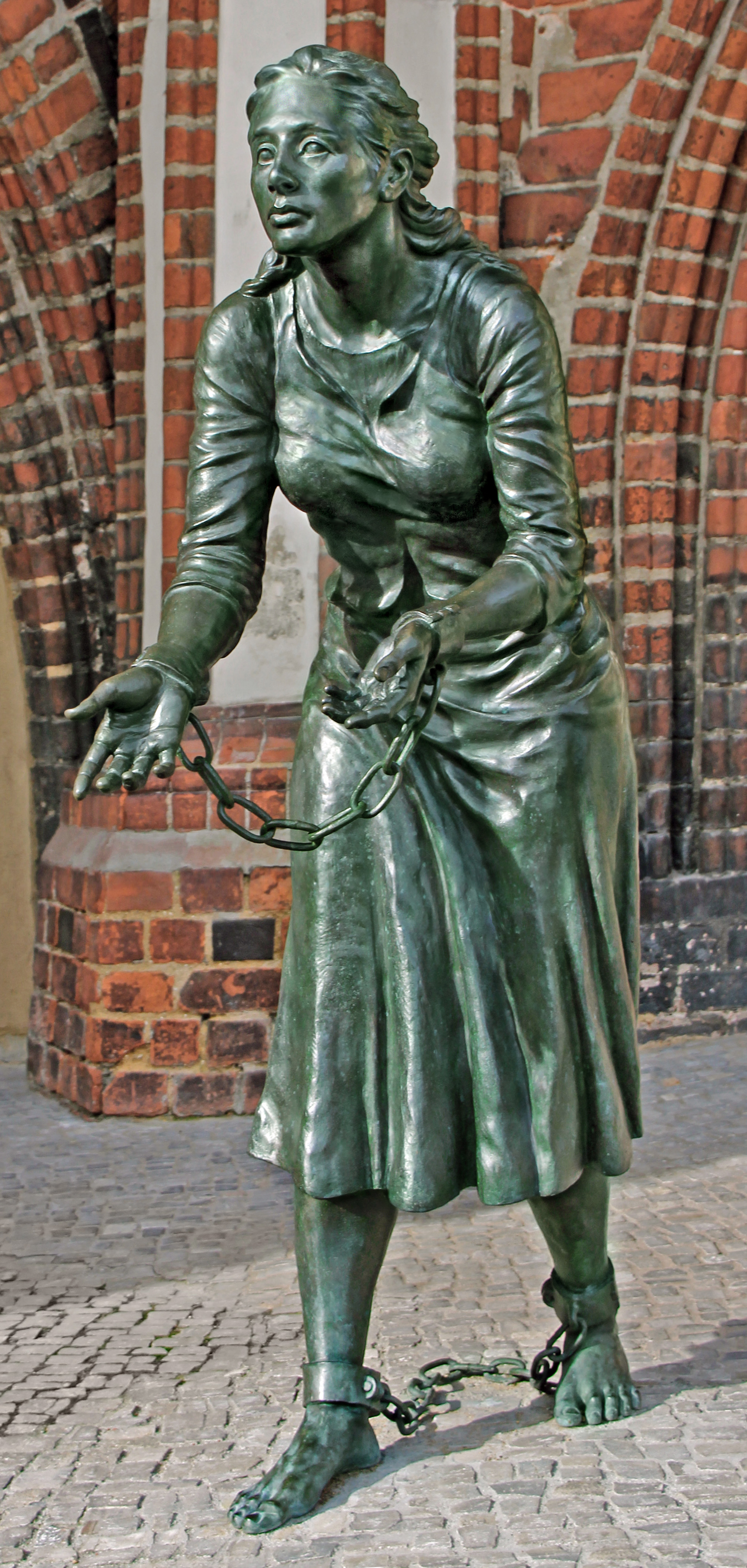
Grete-Minde-Denkmal vor dem historischen Rathaus

- Denkmal für Kaiser Karl IV. auf der Burganlage, überlebensgroße Bronzeplastik von Ludwig Cauer, Einweihung 1900
- Denkmal des Kurfürsten von Brandenburg Friedrich I. auf der Burganlage, überlebensgroße Bronzeplastik von Ludwig Manzel, Einweihung 1912
- Denkmal der Grete Minde am historischen Rathaus, lebensgroße Bronzeplastik von Lutz Gaede, Einweihung 2009
- Denkmal zur Erinnerung an die Soldaten und zivilen Flüchtlinge, die mit dem Übergang über die Trümmer der am 12. April 1945 zerstörten alten Elbbrücke der Roten Armee entkamen
- Gedenkstein auf dem Stadtfriedhof für die Mordopfer Ernst Drong und Fritz Schulenburg, die bereits 1933 dem Naziterror zum Opfer fielen
- Gedenktafel am Rathaus zur Erinnerung an die 100 misshandelten politischen Gegner des NS-Regimes unter Hervorhebung der beiden oben genannten Toten, deren Namen auch zwei Straßen tragen
- Gedenkstein im Ortsteil Billberge zur Erinnerung an zwei namentlich bekannte Polen, die während des Zweiten Weltkrieges nach Deutschland verschleppt wurden und Zwangsarbeit verrichten mussten. Wegen verbotener Kontakte zu deutschen Frauen wurden sie 1942 erhängt.

### Museen
- Burgmuseum Schloßfreiheit im ehemaligen Wohnhaus des Schlosshauptmannes, dem ältesten erhaltenen Wohnhaus in der Stadt, erbaut 1453
- Stadtgeschichtliches Museum im historischen Rathaus
- Museum Zeitzeug am Eulenturm, widmet sich dem Alltag der Menschen in der Altmark in den letzten 200 Jahren

### Drehort für Filme
Tangermünde wurde mehrfach als Kulisse für Filme verwendet, darunter in den 1970er Jahren für einige TV-Krimis von Werner Toelcke und 1973 für den DEFA-Film Rotfuchs mit Angelika Waller und Jürgen Zartmann.
2007 entstand dort die Kinderserie um den Roboter LEO – Ein fast perfekter Typ, 2008 war die Stadt Drehort des Films Das Traumpaar mit Jaecki Schwarz und Wolfgang Winkler. 2016 entstand der Fernsehfilm Die Kinder meines Bruders von Ingo Rasper, 2023 und 2024 vier Fernsehfilme zur ZDF-Herzkino-Reihe Mit Herz und Holly.

## Wirtschaft und Infrastruktur

### Wirtschaft

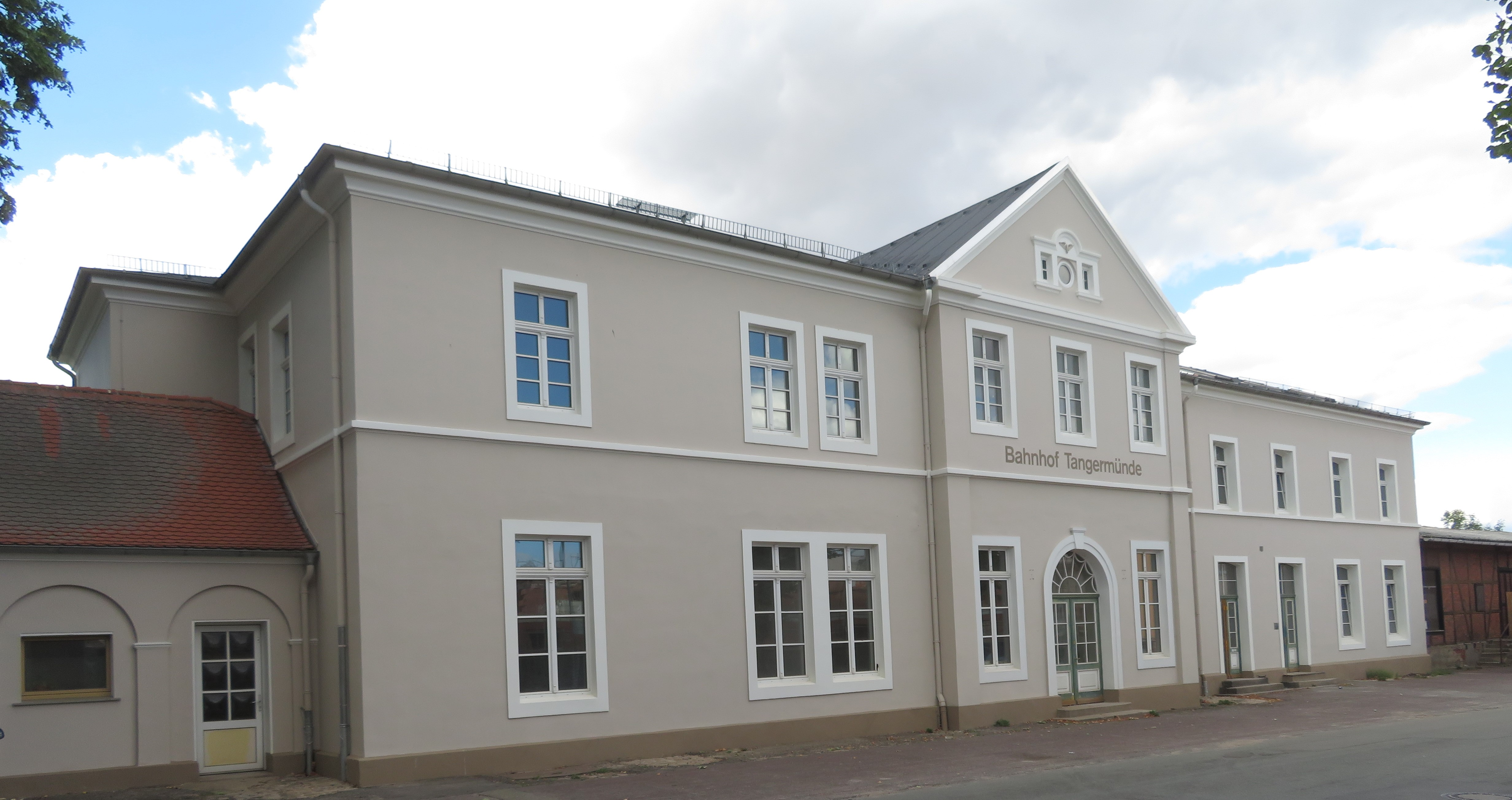
Bahnhof Tangermünde

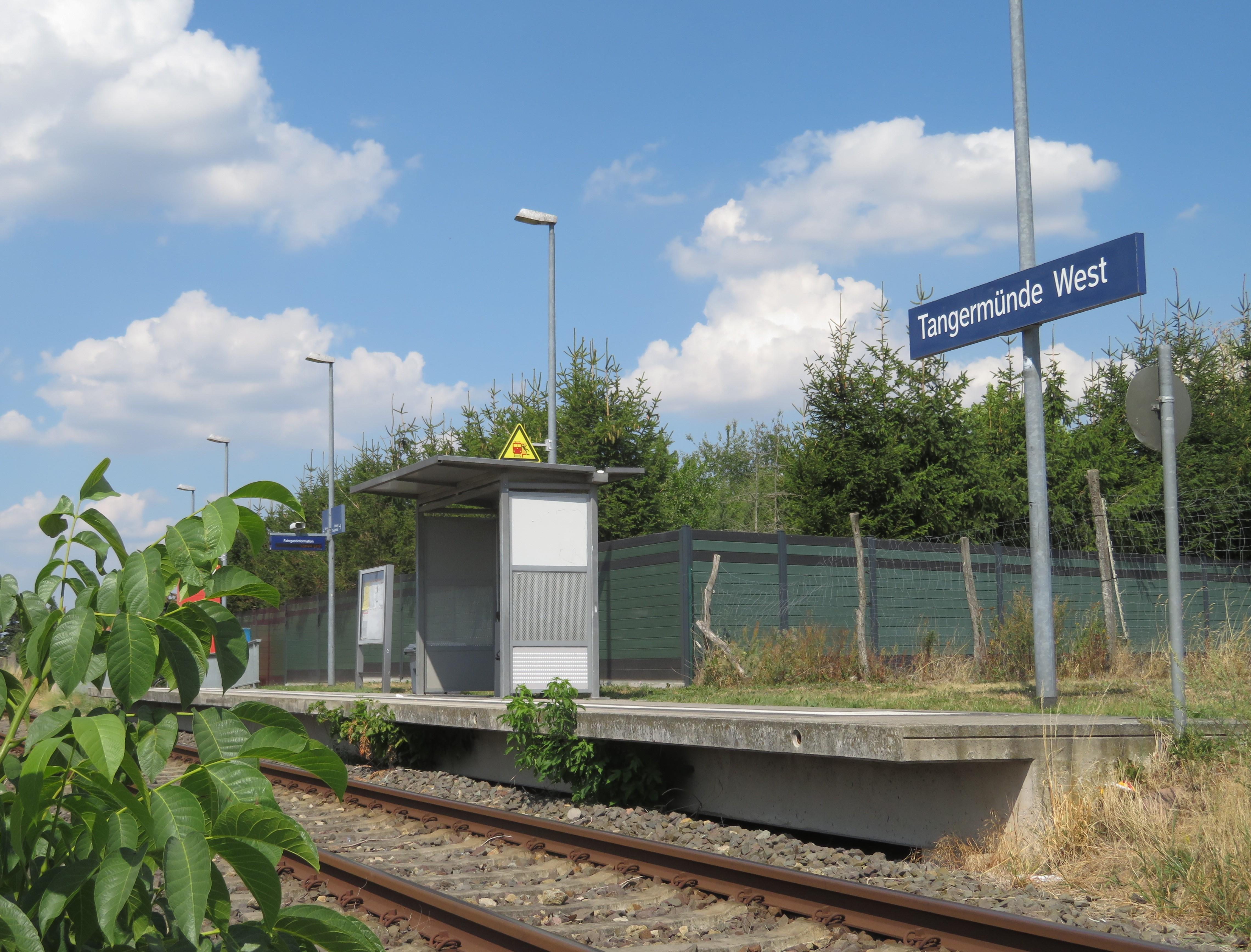
Haltepunkt Tangermünde West

1826 gründete Friedrich Theodor Meyer (1796–1884) die Zuckerraffinerie Tangermünde. Sie stellte ab 1910 die Schokolade „Feodora“ her, die heute von Hachez in Bremen weiterproduziert wird. Das Zuckergeschäft wird von der Firma Zertus in Hamburg betrieben. Die ehemalige Schokoladenfabrik wurde im Jahr 2007 abgerissen. Heutige wirtschaftliche Standbeine der Stadt sind der Tourismus, die Lebensmittelindustrie (z. B. DE-VAU-GE Gesundkostwerk) sowie der Maschinen- und Schiffbau.

### Verkehr

#### Eisenbahn
Tangermünde war mit seinem Elbhafen beim Vertragsabschluss zwischen Preußen und dem Königreich Hannover im März 1866 auch als möglicher Haltepunkt der 1871 eröffneten Berlin-Lehrter Eisenbahn in der Diskussion, ehe die Trasse dann über das weiter nördlich gelegene Stendal geführt wurde. Die Verbindung zum Knotenpunkt Stendal stellt seit 1886 die Bahnstrecke Stendal–Tangermünde her, die ehemals von der Stendal-Tangermünder Eisenbahn-Gesellschaft betrieben wurde, an der die Stadt bis 1945 maßgeblich beteiligt war. Die Trasse wurde von der Zuckerraffinerie Tangermünde errichtet, um den Warenan- und -abtransport zu ermöglichen. Die Zuckerraffinerie in Tangermünde war bis zum Zweiten Weltkrieg eine der größten in Europa. Heute betreibt die Deutsche Bahn den Verkehr. Sie bedient in Tangermünde die Haltepunkte Tangermünde und Tangermünde West mit Regionalbahnen im Stundentakt.
Bis 2003 kam ein Doppelstock-Schienenbus der DB Regio Südost zum Einsatz, der von der Waggonbau Dessau GmbH und der Deutschen Waggonbau AG (DWA) Halle-Ammendorf gebaut worden war und auf den Namen „Alma“ getauft wurde. Seit Dezember 2018 betreibt die Hanseatische Eisenbahn die Regionalbahnlinie RB33 und bedient die Strecke nach Stendal mit Alstom Coradia LINT-Zügen.
Bis kurz nach der politischen Wende gab es einen Güterbahnhof im Tangermünder Hafen.
Außerdem war die Stadt von 1903 bis 1917 durch die Kleinbahn Tangermünde–Lüderitz mit ihrem westlichen Hinterland verbunden.

#### Öffentlicher Nahverkehr
Der öffentliche Personennahverkehr wird unter anderem durch den PlusBus des Bahn-Bus-Landesnetz Sachsen-Anhalt erbracht. Folgende Verbindungen führen, betrieben von der Stendalbus und Nahverkehrsgesellschaft Jerichower Land, ab Tangermünde:
- Linie 790: Tangermünde ↔ Fischbeck ↔ Jerichow ↔ Redekin ↔ Scharteucke ↔ Genthin
- Linie 900: Tangermünde ↔ Fischbeck ↔ Schönhausen ↔ Klietz ↔ Havelberg ↔ Glöwen

#### Straßenverkehr

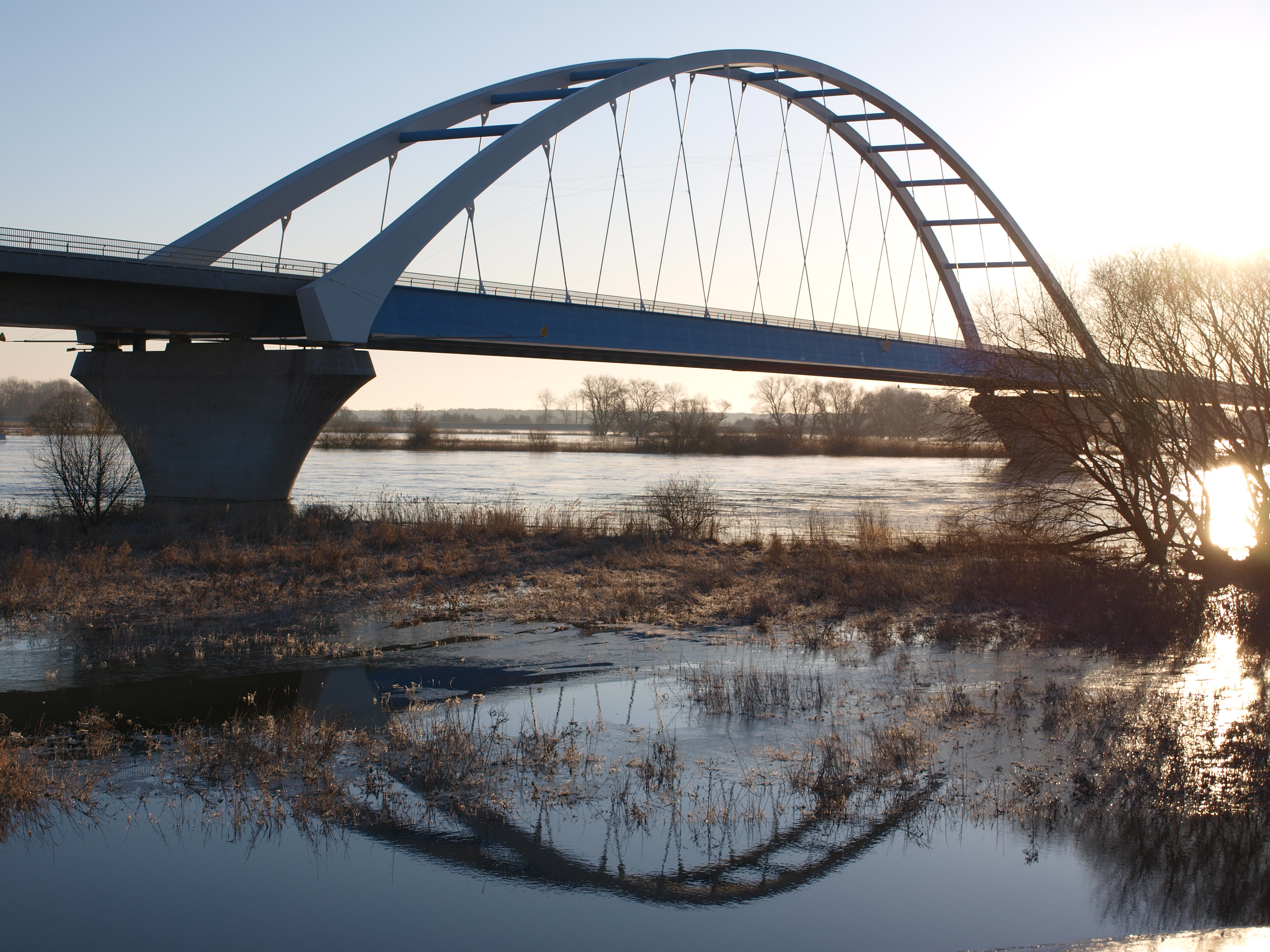
Elbbrücke (2010)

Nördlich der Stadt verläuft die Bundesstraße 188 (B 188), die Tangermünde mit Stendal und Rathenow und über die B 189 auch mit Wittenberge sowie Magdeburg und der Autobahn A 2 in Richtung Berlin und Hannover verbindet. Bis 2001 führte diese Bundesstraße mitten durch die Stadt, was zu erheblichen Verkehrsproblemen führte, da es bis dahin bei Tangermünde nur eine einzige Straßenbrücke über die Elbe zwischen Magdeburg und Wittenberge gab. Durch den Bau der neuen Elbebrücke und der nördlichen Ortsumfahrung in den Jahren 1997 bis 2001 konnten diese Probleme gelöst werden.
Östlich der Stadt verläuft die B 107 zwischen Genthin und Havelberg bzw. Pritzwalk, über die auch die A 2 in Richtung Berlin und die A 24 in Richtung Hamburg erreicht werden können.

### Sport
Einer der größten Vereine der Stadt ist der TSV Tangermünde 1990 e. V. Seine Judosektion ist bekannt für das Nährstangenturnier und bundesoffene Fortbildungen. Mit rund 200 Mitgliedern verfügt die Stadt mit dem 1907 gegründeten FSV Saxonia Tangermünde auch über einen traditionsreichen Fußballverein. Seit 2008 findet jährlich im April der Tangermünder Elbdeichmarathon statt, bei dem neben dem Marathonlauf auch ein Halbmarathon und ein 10-km-Lauf veranstaltet werden. Mit über 2000 Läufern gehört er zu den großen Laufveranstaltungen in Sachsen-Anhalt.

## Persönlichkeiten

### Söhne und Töchter der Stadt
- Johann von Buch (um 1290–1356), Richter und bedeutendster Glossator des Sachsenspiegels (Buchsche Glosse)
- Friedrich II. (1413–1471), Kurfürst von Brandenburg
- Albrecht Achilles (1414–1486), Kurfürst von Brandenburg
- Magdalena (1460–1496), Prinzessin von Brandenburg und durch Heirat Gräfin von Hohenzollern
- Grete Minde († 1619 hingerichtet), historische Figur, Vorbild einer Novelle von Fontane
- Johann Dietrich Sprecher (1674–1727), Orientalist
- Carl Lebrecht Noething (1717–1797), Kammerbeamter
- Samuel Gottfried Borsche (1767–1821), Beamter und Staatsrat
- Ludwig von Borstell (1773–1844), General
- Friedrich Ludwig III. Truchsess zu Waldburg (1776–1844), Gönner von Ludwig van Beethoven
- Wilhelm Floto (1812–1869), Apotheker und Komödienautor
- Max Rötger (1830–1886), Beamter
- Wilhelm von Becker (1835–1924), Politiker, Bürgermeister von Düsseldorf und Köln
- Conrad Steinbrecht (1849–1923), Architekt, Baubeamter und Denkmalpfleger
- Carl Hartwich (1851–1917), Pharmazeut und Prähistoriker
- Carl Heins (1859–1923), Pianist und Komponist
- Friedrich Theodor Meyer (1870–1928), Manager, Kommerzienrat und Ehrenbürger der Stadt Tangermünde
- Wilhelm Bartz (1881–1929), Politiker, Reichstagsabgeordneter
- Fritz Schröder (1891–1937), Politiker (SPD)
- Konrad Meyer (1902–1972), Politiker (CDU)
- Walter Meyer (1904–1949), Ruderer, Olympiasieger
- Dietrich Neumann (1922–2002), Agrarwissenschaftler und Hochschullehrer
- Hansgünter Meyer (1929–2015), Soziologe und Hochschullehrer
- Burghard Stück (1929–2008), Kinderarzt und Immunologe
- Reinhold Haberlandt (1936–2019), Physiker
- Almuth Berger (* 1943), Theologin und Ausländerbeauftragte der DDR
- Falco Werkentin (1944–2023), Soziologe und Historiker
- Andreas Mehl (* 1945), Althistoriker
- Wolf D. Hartmann (* 1946), Wissenschaftler und Autor
- Ingo Schulze (* 1948), Marathonläufer und Sportorganisator
- Reinhard Weis (* 1949), Politiker (SPD)
- Michael Liwowski (1951–2011), Landtagsabgeordneter (CDU)
- Frank Lizureck (* 1960), Landtagsabgeordneter (AfD)
- Tatjana Meissner (* 1961), Kabarettistin, Fernsehmoderatorin und Autorin
- Laura Müller (* 2000), It-Girl und Reality-Show-Teilnehmerin

### Personen, die mit der Stadt in Verbindung stehen
- Karl IV. (1316–1378), römisch-deutscher Kaiser, richtete in der alten Burg eine Kaiserpfalz ein
- Johann III. von Blankenfelde (1507–1579), Bürgermeister von Berlin, arbeitete mehrere Jahre als Steuerbeamter in Tangermünde
- Otto von Grote (1620–1687), Mitglied der Fruchtbringenden Gesellschaft, war kurbrandenburgischer Amtshauptmann in Tangermünde
- Wilhelm Zahn (1848–1911), Pfarrer und Altertumsforscher, lebte und arbeitete lange in der Stadt
- Wilhelm Mehl (1893–1940), Lehrer und Heimatforscher, lebte und arbeitete in der Stadt
- Fritz Hofmeister (1893–1945), von 1934 bis 1939 Bürgermeister